# Liste des communes de la Meuse
Pour les autres listes de communes françaises, voir Listes des communes de France.
| - La Meuse en France métropolitaine. - Carte des communes de la Meuse. |

Cet article liste les 499 communes du département français de la Meuse au 1er janvier 2025.

## Liste des communes
Le tableau suivant donne la liste des communes au 1er janvier 2025, en précisant leur code Insee, leur code postal principal, leur arrondissement, leur canton, leur intercommunalité, leur superficie, leur population et leur densité, d'après les chiffres de l'Insee issus du recensement 2022,.
| Nom                          | Code Insee | Code postal | Arrondissement | Canton                    | Intercommunalité                      | Superficie (km2) | Population (dernière pop. légale) | Densité (hab./km2) | Modifier                                    |
| ---------------------------- | ---------- | ----------- | -------------- | ------------------------- | ------------------------------------- | ---------------- | --------------------------------- | ------------------ | ------------------------------------------- |
| Bar-le-Duc (préfecture)      | 55029      | 55000       | Bar-le-Duc     | Bar-le-Duc-1 Bar-le-Duc-2 | CA Bar-le-Duc Sud Meuse               | 23,62            | 14 615 (2022)                     | 619                | modifier les données · modifier les données |
| Abainville                   | 55001      | 55130       | Commercy       | Ligny-en-Barrois          | CC des Portes de Meuse                | 13,67            | 282 (2022)                        | 21                 | modifier les données · modifier les données |
| Abaucourt-Hautecourt         | 55002      | 55400       | Verdun         | Belleville-sur-Meuse      | CC du Pays d'Étain                    | 9,68             | 100 (2022)                        | 10                 | modifier les données · modifier les données |
| Aincreville                  | 55004      | 55110       | Verdun         | Stenay                    | CC du Pays de Stenay et du Val Dunois | 9,11             | 81 (2022)                         | 8,9                | modifier les données · modifier les données |
| Amanty                       | 55005      | 55130       | Commercy       | Ligny-en-Barrois          | CC des Portes de Meuse                | 11,17            | 35 (2022)                         | 3,1                | modifier les données · modifier les données |
| Ambly-sur-Meuse              | 55007      | 55300       | Verdun         | Dieue-sur-Meuse           | CC Val de Meuse - Voie Sacrée         | 6,34             | 241 (2022)                        | 38                 | modifier les données · modifier les données |
| Amel-sur-l'Étang             | 55008      | 55230       | Verdun         | Bouligny                  | CC de Damvillers Spincourt            | 14,74            | 150 (2022)                        | 10                 | modifier les données · modifier les données |
| Ancemont                     | 55009      | 55320       | Verdun         | Dieue-sur-Meuse           | CC Val de Meuse - Voie Sacrée         | 13,30            | 525 (2022)                        | 39                 | modifier les données · modifier les données |
| Ancerville                   | 55010      | 55170       | Bar-le-Duc     | Ancerville                | CC des Portes de Meuse                | 21,58            | 2 583 (2022)                      | 120                | modifier les données · modifier les données |
| Andernay                     | 55011      | 55800       | Bar-le-Duc     | Revigny-sur-Ornain        | CC du Pays de Revigny-sur-Ornain      | 4,32             | 243 (2022)                        | 56                 | modifier les données · modifier les données |
| Apremont-la-Forêt            | 55012      | 55300       | Commercy       | Saint-Mihiel              | CC Côtes de Meuse - Woëvre            | 32,89            | 425 (2022)                        | 13                 | modifier les données · modifier les données |
| Arrancy-sur-Crusnes          | 55013      | 55230       | Verdun         | Bouligny                  | CC de Damvillers Spincourt            | 20,16            | 458 (2022)                        | 23                 | modifier les données · modifier les données |
| Aubréville                   | 55014      | 55120       | Verdun         | Clermont-en-Argonne       | CC Argonne-Meuse                      | 28,99            | 367 (2022)                        | 13                 | modifier les données · modifier les données |
| Aulnois-en-Perthois          | 55015      | 55170       | Bar-le-Duc     | Ancerville                | CC des Portes de Meuse                | 10,75            | 470 (2022)                        | 44                 | modifier les données · modifier les données |
| Autrécourt-sur-Aire          | 55017      | 55120       | Bar-le-Duc     | Dieue-sur-Meuse           | CC De l'Aire à l'Argonne              | 10,85            | 112 (2022)                        | 10                 | modifier les données · modifier les données |
| Autréville-Saint-Lambert     | 55018      | 55700       | Verdun         | Stenay                    | CC du Pays de Stenay et du Val Dunois | 4,01             | 35 (2022)                         | 8,7                | modifier les données · modifier les données |
| Avillers-Sainte-Croix        | 55021      | 55210       | Verdun         | Étain                     | CC du Territoire de Fresnes-en-Woëvre | 5,50             | 80 (2022)                         | 15                 | modifier les données · modifier les données |
| Avioth                       | 55022      | 55600       | Verdun         | Montmédy                  | CC du Pays de Montmédy                | 6,50             | 120 (2022)                        | 18                 | modifier les données · modifier les données |
| Avocourt                     | 55023      | 55270       | Verdun         | Clermont-en-Argonne       | CC Argonne-Meuse                      | 14,66            | 121 (2022)                        | 8,3                | modifier les données · modifier les données |
| Azannes-et-Soumazannes       | 55024      | 55150       | Verdun         | Montmédy                  | CC de Damvillers Spincourt            | 18,11            | 160 (2022)                        | 8,8                | modifier les données · modifier les données |
| Baâlon                       | 55025      | 55700       | Verdun         | Stenay                    | CC du Pays de Stenay et du Val Dunois | 14,76            | 268 (2022)                        | 18                 | modifier les données · modifier les données |
| Badonvilliers-Gérauvilliers  | 55026      | 55130       | Commercy       | Ligny-en-Barrois          | CC des Portes de Meuse                | 21,03            | 127 (2022)                        | 6,0                | modifier les données · modifier les données |
| Bannoncourt                  | 55027      | 55300       | Commercy       | Dieue-sur-Meuse           | CC du Sammiellois                     | 8,72             | 161 (2022)                        | 18                 | modifier les données · modifier les données |
| Bantheville                  | 55028      | 55110       | Verdun         | Clermont-en-Argonne       | CC du Pays de Stenay et du Val Dunois | 14,28            | 103 (2022)                        | 7,2                | modifier les données · modifier les données |
| Baudonvilliers               | 55031      | 55170       | Bar-le-Duc     | Ancerville                | CC des Portes de Meuse                | 3,07             | 377 (2022)                        | 123                | modifier les données · modifier les données |
| Baudrémont                   | 55032      | 55260       | Commercy       | Dieue-sur-Meuse           | CC De l'Aire à l'Argonne              | 6,81             | 41 (2022)                         | 6,0                | modifier les données · modifier les données |
| Baulny                       | 55033      | 55270       | Verdun         | Clermont-en-Argonne       | CC Argonne-Meuse                      | 3,91             | 20 (2022)                         | 5,1                | modifier les données · modifier les données |
| Bazeilles-sur-Othain         | 55034      | 55600       | Verdun         | Montmédy                  | CC du Pays de Montmédy                | 7,66             | 109 (2022)                        | 14                 | modifier les données · modifier les données |
| Bazincourt-sur-Saulx         | 55035      | 55170       | Bar-le-Duc     | Ancerville                | CC des Portes de Meuse                | 10,34            | 142 (2022)                        | 14                 | modifier les données · modifier les données |
| Beauclair                    | 55036      | 55700       | Verdun         | Stenay                    | CC du Pays de Stenay et du Val Dunois | 4,84             | 90 (2022)                         | 19                 | modifier les données · modifier les données |
| Beaufort-en-Argonne          | 55037      | 55700       | Verdun         | Stenay                    | CC du Pays de Stenay et du Val Dunois | 11,09            | 127 (2022)                        | 11                 | modifier les données · modifier les données |
| Beaulieu-en-Argonne          | 55038      | 55250       | Bar-le-Duc     | Dieue-sur-Meuse           | CC De l'Aire à l'Argonne              | 29,56            | 39 (2022)                         | 1,3                | modifier les données · modifier les données |
| Beaumont-en-Verdunois        | 55039      | 55100       | Verdun         | Belleville-sur-Meuse      | CA du Grand Verdun                    | 7,87             | 0 (2022)                          | 0,00               | modifier les données · modifier les données |
| Beausite                     | 55040      | 55250       | Bar-le-Duc     | Dieue-sur-Meuse           | CC De l'Aire à l'Argonne              | 25,41            | 256 (2022)                        | 10                 | modifier les données · modifier les données |
| Behonne                      | 55041      | 55000       | Bar-le-Duc     | Bar-le-Duc-2              | CA Bar-le-Duc Sud Meuse               | 9,17             | 603 (2022)                        | 66                 | modifier les données · modifier les données |
| Belleray                     | 55042      | 55100       | Verdun         | Verdun-2                  | CA du Grand Verdun                    | 5,10             | 486 (2022)                        | 95                 | modifier les données · modifier les données |
| Belleville-sur-Meuse         | 55043      | 55430       | Verdun         | Belleville-sur-Meuse      | CA du Grand Verdun                    | 10,16            | 3 023 (2022)                      | 298                | modifier les données · modifier les données |
| Belrain                      | 55044      | 55260       | Commercy       | Dieue-sur-Meuse           | CC De l'Aire à l'Argonne              | 8,31             | 38 (2022)                         | 4,6                | modifier les données · modifier les données |
| Belrupt-en-Verdunois         | 55045      | 55100       | Verdun         | Verdun-2                  | CC Val de Meuse - Voie Sacrée         | 9,40             | 541 (2022)                        | 58                 | modifier les données · modifier les données |
| Beney-en-Woëvre              | 55046      | 55210       | Commercy       | Saint-Mihiel              | CC Côtes de Meuse - Woëvre            | 17,20            | 136 (2022)                        | 7,9                | modifier les données · modifier les données |
| Béthelainville               | 55047      | 55100       | Verdun         | Clermont-en-Argonne       | CA du Grand Verdun                    | 11,94            | 156 (2022)                        | 13                 | modifier les données · modifier les données |
| Béthincourt                  | 55048      | 55270       | Verdun         | Clermont-en-Argonne       | CA du Grand Verdun                    | 13,32            | 47 (2022)                         | 3,5                | modifier les données · modifier les données |
| Beurey-sur-Saulx             | 55049      | 55000       | Bar-le-Duc     | Revigny-sur-Ornain        | CA Bar-le-Duc Sud Meuse               | 11,62            | 418 (2022)                        | 36                 | modifier les données · modifier les données |
| Bezonvaux                    | 55050      | 55100       | Verdun         | Belleville-sur-Meuse      | CA du Grand Verdun                    | 9,23             | 0 (2022)                          | 0,00               | modifier les données · modifier les données |
| Biencourt-sur-Orge           | 55051      | 55290       | Bar-le-Duc     | Ligny-en-Barrois          | CC des Portes de Meuse                | 12,38            | 112 (2022)                        | 9,0                | modifier les données · modifier les données |
| Billy-sous-Mangiennes        | 55053      | 55230       | Verdun         | Bouligny                  | CC de Damvillers Spincourt            | 24,66            | 358 (2022)                        | 15                 | modifier les données · modifier les données |
| Bislée                       | 55054      | 55300       | Commercy       | Saint-Mihiel              | CC du Sammiellois                     | 4,96             | 62 (2022)                         | 13                 | modifier les données · modifier les données |
| Blanzée                      | 55055      | 55400       | Verdun         | Belleville-sur-Meuse      | CC du Pays d'Étain                    | 3,39             | 13 (2022)                         | 3,8                | modifier les données · modifier les données |
| Boinville-en-Woëvre          | 55057      | 55400       | Verdun         | Étain                     | CC du Pays d'Étain                    | 5,65             | 77 (2022)                         | 14                 | modifier les données · modifier les données |
| Boncourt-sur-Meuse           | 55058      | 55200       | Commercy       | Commercy                  | CC de Commercy - Void - Vaucouleurs   | 10,84            | 319 (2022)                        | 29                 | modifier les données · modifier les données |
| Bonnet                       | 55059      | 55130       | Commercy       | Ligny-en-Barrois          | CC des Portes de Meuse                | 29,06            | 181 (2022)                        | 6,2                | modifier les données · modifier les données |
| Bonzée                       | 55060      | 55160       | Verdun         | Étain                     | CC du Territoire de Fresnes-en-Woëvre | 21,14            | 367 (2022)                        | 17                 | modifier les données · modifier les données |
| Le Bouchon-sur-Saulx         | 55061      | 55500       | Bar-le-Duc     | Ligny-en-Barrois          | CC des Portes de Meuse                | 5,42             | 232 (2022)                        | 43                 | modifier les données · modifier les données |
| Bouconville-sur-Madt         | 55062      | 55300       | Commercy       | Saint-Mihiel              | CC Côtes de Meuse - Woëvre            | 6,98             | 100 (2022)                        | 14                 | modifier les données · modifier les données |
| Bouligny                     | 55063      | 55240       | Verdun         | Bouligny                  | CC Cœur du Pays-Haut                  | 10,99            | 2 428 (2022)                      | 221                | modifier les données · modifier les données |
| Bouquemont                   | 55064      | 55300       | Commercy       | Dieue-sur-Meuse           | CC De l'Aire à l'Argonne              | 7,49             | 118 (2022)                        | 16                 | modifier les données · modifier les données |
| Boureuilles                  | 55065      | 55270       | Verdun         | Clermont-en-Argonne       | CC Argonne-Meuse                      | 21,33            | 117 (2022)                        | 5,5                | modifier les données · modifier les données |
| Bovée-sur-Barboure           | 55066      | 55190       | Commercy       | Vaucouleurs               | CC de Commercy - Void - Vaucouleurs   | 13,37            | 130 (2022)                        | 9,7                | modifier les données · modifier les données |
| Boviolles                    | 55067      | 55500       | Commercy       | Vaucouleurs               | CC de Commercy - Void - Vaucouleurs   | 8,13             | 97 (2022)                         | 12                 | modifier les données · modifier les données |
| Brabant-en-Argonne           | 55068      | 55120       | Verdun         | Clermont-en-Argonne       | CC Argonne-Meuse                      | 7,79             | 100 (2022)                        | 13                 | modifier les données · modifier les données |
| Brabant-le-Roi               | 55069      | 55800       | Bar-le-Duc     | Revigny-sur-Ornain        | CC du Pays de Revigny-sur-Ornain      | 11,08            | 222 (2022)                        | 20                 | modifier les données · modifier les données |
| Brabant-sur-Meuse            | 55070      | 55100       | Verdun         | Clermont-en-Argonne       | CC Argonne-Meuse                      | 6,90             | 117 (2022)                        | 17                 | modifier les données · modifier les données |
| Brandeville                  | 55071      | 55150       | Verdun         | Montmédy                  | CC de Damvillers Spincourt            | 12,14            | 172 (2022)                        | 14                 | modifier les données · modifier les données |
| Braquis                      | 55072      | 55400       | Verdun         | Étain                     | CC du Pays d'Étain                    | 4,95             | 104 (2022)                        | 21                 | modifier les données · modifier les données |
| Bras-sur-Meuse               | 55073      | 55100       | Verdun         | Belleville-sur-Meuse      | CA du Grand Verdun                    | 13,69            | 669 (2022)                        | 49                 | modifier les données · modifier les données |
| Brauvilliers                 | 55075      | 55170       | Bar-le-Duc     | Ligny-en-Barrois          | CC des Portes de Meuse                | 9,26             | 164 (2022)                        | 18                 | modifier les données · modifier les données |
| Bréhéville                   | 55076      | 55150       | Verdun         | Montmédy                  | CC de Damvillers Spincourt            | 18,33            | 186 (2022)                        | 10                 | modifier les données · modifier les données |
| Breux                        | 55077      | 55600       | Verdun         | Montmédy                  | CC du Pays de Montmédy                | 12,99            | 261 (2022)                        | 20                 | modifier les données · modifier les données |
| Brieulles-sur-Meuse          | 55078      | 55110       | Verdun         | Stenay                    | CC du Pays de Stenay et du Val Dunois | 24,05            | 311 (2022)                        | 13                 | modifier les données · modifier les données |
| Brillon-en-Barrois           | 55079      | 55000       | Bar-le-Duc     | Ancerville                | CC des Portes de Meuse                | 11,35            | 713 (2022)                        | 63                 | modifier les données · modifier les données |
| Brixey-aux-Chanoines         | 55080      | 55140       | Commercy       | Vaucouleurs               | CC de Commercy - Void - Vaucouleurs   | 7,62             | 78 (2022)                         | 10                 | modifier les données · modifier les données |
| Brizeaux                     | 55081      | 55250       | Bar-le-Duc     | Dieue-sur-Meuse           | CC De l'Aire à l'Argonne              | 8,33             | 62 (2022)                         | 7,4                | modifier les données · modifier les données |
| Brocourt-en-Argonne          | 55082      | 55120       | Verdun         | Clermont-en-Argonne       | CC Argonne-Meuse                      | 6,71             | 46 (2022)                         | 6,9                | modifier les données · modifier les données |
| Brouennes                    | 55083      | 55700       | Verdun         | Stenay                    | CC du Pays de Stenay et du Val Dunois | 12,22            | 161 (2022)                        | 13                 | modifier les données · modifier les données |
| Broussey-en-Blois            | 55084      | 55190       | Commercy       | Vaucouleurs               | CC de Commercy - Void - Vaucouleurs   | 11,04            | 57 (2022)                         | 5,2                | modifier les données · modifier les données |
| Broussey-Raulecourt          | 55085      | 55200       | Commercy       | Saint-Mihiel              | CC Côtes de Meuse - Woëvre            | 21,02            | 285 (2022)                        | 14                 | modifier les données · modifier les données |
| Bure                         | 55087      | 55290       | Bar-le-Duc     | Ligny-en-Barrois          | CC des Portes de Meuse                | 18,39            | 88 (2022)                         | 4,8                | modifier les données · modifier les données |
| Burey-en-Vaux                | 55088      | 55140       | Commercy       | Vaucouleurs               | CC de Commercy - Void - Vaucouleurs   | 6,47             | 157 (2022)                        | 24                 | modifier les données · modifier les données |
| Burey-la-Côte                | 55089      | 55140       | Commercy       | Vaucouleurs               | CC de Commercy - Void - Vaucouleurs   | 4,29             | 86 (2022)                         | 20                 | modifier les données · modifier les données |
| Buxières-sous-les-Côtes      | 55093      | 55300       | Commercy       | Saint-Mihiel              | CC Côtes de Meuse - Woëvre            | 26,72            | 266 (2022)                        | 10,0               | modifier les données · modifier les données |
| Buzy-Darmont                 | 55094      | 55400       | Verdun         | Étain                     | CC du Pays d'Étain                    | 12,38            | 524 (2022)                        | 42                 | modifier les données · modifier les données |
| Cesse                        | 55095      | 55700       | Verdun         | Stenay                    | CC du Pays de Stenay et du Val Dunois | 5,30             | 113 (2022)                        | 21                 | modifier les données · modifier les données |
| Chaillon                     | 55096      | 55210       | Commercy       | Saint-Mihiel              | CC Côtes de Meuse - Woëvre            | 11,54            | 110 (2022)                        | 9,5                | modifier les données · modifier les données |
| Chalaines                    | 55097      | 55140       | Commercy       | Vaucouleurs               | CC de Commercy - Void - Vaucouleurs   | 8,10             | 304 (2022)                        | 38                 | modifier les données · modifier les données |
| Champneuville                | 55099      | 55100       | Verdun         | Belleville-sur-Meuse      | CA du Grand Verdun                    | 11,99            | 119 (2022)                        | 9,9                | modifier les données · modifier les données |
| Champougny                   | 55100      | 55140       | Commercy       | Vaucouleurs               | CC de Commercy - Void - Vaucouleurs   | 5,91             | 86 (2022)                         | 15                 | modifier les données · modifier les données |
| Chanteraine                  | 55358      | 55500       | Bar-le-Duc     | Ligny-en-Barrois          | CA Bar-le-Duc Sud Meuse               | 22,40            | 186 (2022)                        | 8,3                | modifier les données · modifier les données |
| Chardogne                    | 55101      | 55000       | Bar-le-Duc     | Bar-le-Duc-2              | CA Bar-le-Duc Sud Meuse               | 12,82            | 302 (2022)                        | 24                 | modifier les données · modifier les données |
| Charny-sur-Meuse             | 55102      | 55100       | Verdun         | Belleville-sur-Meuse      | CA du Grand Verdun                    | 12,62            | 521 (2022)                        | 41                 | modifier les données · modifier les données |
| Charpentry                   | 55103      | 55270       | Verdun         | Clermont-en-Argonne       | CC Argonne-Meuse                      | 4,41             | 23 (2022)                         | 5,2                | modifier les données · modifier les données |
| Chassey-Beaupré              | 55104      | 55130       | Commercy       | Ligny-en-Barrois          | CC des Portes de Meuse                | 14,11            | 87 (2022)                         | 6,2                | modifier les données · modifier les données |
| Châtillon-sous-les-Côtes     | 55105      | 55400       | Verdun         | Belleville-sur-Meuse      | CC du Pays d'Étain                    | 10,68            | 174 (2022)                        | 16                 | modifier les données · modifier les données |
| Chattancourt                 | 55106      | 55100       | Verdun         | Clermont-en-Argonne       | CA du Grand Verdun                    | 10,36            | 176 (2022)                        | 17                 | modifier les données · modifier les données |
| Chaumont-devant-Damvillers   | 55107      | 55150       | Verdun         | Montmédy                  | CC de Damvillers Spincourt            | 5,35             | 46 (2022)                         | 8,6                | modifier les données · modifier les données |
| Chaumont-sur-Aire            | 55108      | 55260       | Bar-le-Duc     | Revigny-sur-Ornain        | CC De l'Aire à l'Argonne              | 9,92             | 120 (2022)                        | 12                 | modifier les données · modifier les données |
| Chauvency-le-Château         | 55109      | 55600       | Verdun         | Montmédy                  | CC du Pays de Montmédy                | 8,82             | 225 (2022)                        | 26                 | modifier les données · modifier les données |
| Chauvency-Saint-Hubert       | 55110      | 55600       | Verdun         | Montmédy                  | CC du Pays de Montmédy                | 10,76            | 216 (2022)                        | 20                 | modifier les données · modifier les données |
| Chauvoncourt                 | 55111      | 55300       | Commercy       | Saint-Mihiel              | CC du Sammiellois                     | 10,04            | 432 (2022)                        | 43                 | modifier les données · modifier les données |
| Cheppy                       | 55113      | 55270       | Verdun         | Clermont-en-Argonne       | CC Argonne-Meuse                      | 14,83            | 155 (2022)                        | 10                 | modifier les données · modifier les données |
| Chonville-Malaumont          | 55114      | 55200       | Commercy       | Commercy                  | CC de Commercy - Void - Vaucouleurs   | 18,80            | 204 (2022)                        | 11                 | modifier les données · modifier les données |
| Cierges-sous-Montfaucon      | 55115      | 55270       | Verdun         | Clermont-en-Argonne       | CC Argonne-Meuse                      | 9,15             | 45 (2022)                         | 4,9                | modifier les données · modifier les données |
| Le Claon                     | 55116      | 55120       | Verdun         | Clermont-en-Argonne       | CC Argonne-Meuse                      | 7,32             | 48 (2022)                         | 6,6                | modifier les données · modifier les données |
| Clermont-en-Argonne          | 55117      | 55120       | Verdun         | Clermont-en-Argonne       | CC Argonne-Meuse                      | 66,94            | 1 428 (2022)                      | 21                 | modifier les données · modifier les données |
| Cléry-le-Grand               | 55118      | 55110       | Verdun         | Stenay                    | CC du Pays de Stenay et du Val Dunois | 7,18             | 89 (2022)                         | 12                 | modifier les données · modifier les données |
| Cléry-le-Petit               | 55119      | 55110       | Verdun         | Stenay                    | CC du Pays de Stenay et du Val Dunois | 4,58             | 189 (2022)                        | 41                 | modifier les données · modifier les données |
| Combles-en-Barrois           | 55120      | 55000       | Bar-le-Duc     | Bar-le-Duc-1              | CA Bar-le-Duc Sud Meuse               | 10,26            | 773 (2022)                        | 75                 | modifier les données · modifier les données |
| Combres-sous-les-Côtes       | 55121      | 55160       | Verdun         | Étain                     | CC du Territoire de Fresnes-en-Woëvre | 5,06             | 108 (2022)                        | 21                 | modifier les données · modifier les données |
| Commercy                     | 55122      | 55200       | Commercy       | Commercy                  | CC de Commercy - Void - Vaucouleurs   | 35,37            | 5 332 (2022)                      | 151                | modifier les données · modifier les données |
| Consenvoye                   | 55124      | 55110       | Verdun         | Clermont-en-Argonne       | CC Argonne-Meuse                      | 15,85            | 290 (2022)                        | 18                 | modifier les données · modifier les données |
| Contrisson                   | 55125      | 55800       | Bar-le-Duc     | Revigny-sur-Ornain        | CC du Pays de Revigny-sur-Ornain      | 11,82            | 773 (2022)                        | 65                 | modifier les données · modifier les données |
| Courcelles-en-Barrois        | 55127      | 55260       | Commercy       | Dieue-sur-Meuse           | CC De l'Aire à l'Argonne              | 7,27             | 51 (2022)                         | 7,0                | modifier les données · modifier les données |
| Courcelles-sur-Aire          | 55128      | 55260       | Bar-le-Duc     | Revigny-sur-Ornain        | CC De l'Aire à l'Argonne              | 11,93            | 42 (2022)                         | 3,5                | modifier les données · modifier les données |
| Courouvre                    | 55129      | 55260       | Commercy       | Dieue-sur-Meuse           | CC De l'Aire à l'Argonne              | 8,66             | 41 (2022)                         | 4,7                | modifier les données · modifier les données |
| Cousances-les-Forges         | 55132      | 55170       | Bar-le-Duc     | Ancerville                | CC des Portes de Meuse                | 18,13            | 1 644 (2022)                      | 91                 | modifier les données · modifier les données |
| Cousances-lès-Triconville    | 55518      | 55500       | Commercy       | Vaucouleurs               | CC de Commercy - Void - Vaucouleurs   | 18,27            | 146 (2022)                        | 8,0                | modifier les données · modifier les données |
| Couvertpuis                  | 55133      | 55290       | Bar-le-Duc     | Ligny-en-Barrois          | CC des Portes de Meuse                | 8,87             | 82 (2022)                         | 9,2                | modifier les données · modifier les données |
| Couvonges                    | 55134      | 55800       | Bar-le-Duc     | Revigny-sur-Ornain        | CC du Pays de Revigny-sur-Ornain      | 4,56             | 153 (2022)                        | 34                 | modifier les données · modifier les données |
| Cuisy                        | 55137      | 55270       | Verdun         | Clermont-en-Argonne       | CC Argonne-Meuse                      | 5,56             | 48 (2022)                         | 8,6                | modifier les données · modifier les données |
| Culey                        | 55138      | 55000       | Bar-le-Duc     | Vaucouleurs               | CA Bar-le-Duc Sud Meuse               | 11,02            | 124 (2022)                        | 11                 | modifier les données · modifier les données |
| Cumières-le-Mort-Homme       | 55139      | 55100       | Verdun         | Belleville-sur-Meuse      | CA du Grand Verdun                    | 6,11             | 0 (2022)                          | 0,00               | modifier les données · modifier les données |
| Cunel                        | 55140      | 55110       | Verdun         | Clermont-en-Argonne       | CC du Pays de Stenay et du Val Dunois | 4,69             | 22 (2022)                         | 4,7                | modifier les données · modifier les données |
| Dagonville                   | 55141      | 55500       | Commercy       | Vaucouleurs               | CC de Commercy - Void - Vaucouleurs   | 13,01            | 86 (2022)                         | 6,6                | modifier les données · modifier les données |
| Dainville-Bertheléville      | 55142      | 55130       | Commercy       | Ligny-en-Barrois          | CC des Portes de Meuse                | 40,30            | 121 (2022)                        | 3,0                | modifier les données · modifier les données |
| Damloup                      | 55143      | 55400       | Verdun         | Belleville-sur-Meuse      | CC du Pays d'Étain                    | 5,28             | 126 (2022)                        | 24                 | modifier les données · modifier les données |
| Dammarie-sur-Saulx           | 55144      | 55500       | Bar-le-Duc     | Ligny-en-Barrois          | CC des Portes de Meuse                | 11,34            | 369 (2022)                        | 33                 | modifier les données · modifier les données |
| Damvillers                   | 55145      | 55150       | Verdun         | Montmédy                  | CC de Damvillers Spincourt            | 18,33            | 615 (2022)                        | 34                 | modifier les données · modifier les données |
| Dannevoux                    | 55146      | 55110       | Verdun         | Clermont-en-Argonne       | CC du Pays de Stenay et du Val Dunois | 14,40            | 192 (2022)                        | 13                 | modifier les données · modifier les données |
| Delouze-Rosières             | 55148      | 55130       | Commercy       | Ligny-en-Barrois          | CC des Portes de Meuse                | 15,08            | 118 (2022)                        | 7,8                | modifier les données · modifier les données |
| Delut                        | 55149      | 55150       | Verdun         | Montmédy                  | CC de Damvillers Spincourt            | 9,18             | 126 (2022)                        | 14                 | modifier les données · modifier les données |
| Demange-Baudignécourt        | 55150      | 55130       | Commercy       | Ligny-en-Barrois          | CC des Portes de Meuse                | 31,14            | 509 (2022)                        | 16                 | modifier les données · modifier les données |
| Dieppe-sous-Douaumont        | 55153      | 55400       | Verdun         | Belleville-sur-Meuse      | CC du Pays d'Étain                    | 15,06            | 193 (2022)                        | 13                 | modifier les données · modifier les données |
| Dieue-sur-Meuse              | 55154      | 55320       | Verdun         | Dieue-sur-Meuse           | CC Val de Meuse - Voie Sacrée         | 15,78            | 1 452 (2022)                      | 92                 | modifier les données · modifier les données |
| Dombasle-en-Argonne          | 55155      | 55120       | Verdun         | Clermont-en-Argonne       | CC Argonne-Meuse                      | 11,68            | 374 (2022)                        | 32                 | modifier les données · modifier les données |
| Dombras                      | 55156      | 55150       | Verdun         | Montmédy                  | CC de Damvillers Spincourt            | 11,27            | 139 (2022)                        | 12                 | modifier les données · modifier les données |
| Dommartin-la-Montagne        | 55157      | 55160       | Verdun         | Étain                     | CC du Territoire de Fresnes-en-Woëvre | 6,77             | 51 (2022)                         | 7,5                | modifier les données · modifier les données |
| Dommary-Baroncourt           | 55158      | 55240       | Verdun         | Bouligny                  | CC de Damvillers Spincourt            | 12,49            | 745 (2022)                        | 60                 | modifier les données · modifier les données |
| Dompcevrin                   | 55159      | 55300       | Commercy       | Dieue-sur-Meuse           | CC du Sammiellois                     | 10,93            | 369 (2022)                        | 34                 | modifier les données · modifier les données |
| Dompierre-aux-Bois           | 55160      | 55300       | Commercy       | Saint-Mihiel              | CC du Sammiellois                     | 8,07             | 37 (2022)                         | 4,6                | modifier les données · modifier les données |
| Domremy-la-Canne             | 55162      | 55240       | Verdun         | Bouligny                  | CC de Damvillers Spincourt            | 3,09             | 28 (2022)                         | 9,1                | modifier les données · modifier les données |
| Doncourt-aux-Templiers       | 55163      | 55160       | Verdun         | Étain                     | CC du Territoire de Fresnes-en-Woëvre | 6,18             | 67 (2022)                         | 11                 | modifier les données · modifier les données |
| Douaumont-Vaux               | 55537      | 55100 55400 | Verdun         | Belleville-sur-Meuse      | CA du Grand Verdun                    | 12,70            | 81 (2022)                         | 6,4                | modifier les données · modifier les données |
| Doulcon                      | 55165      | 55110       | Verdun         | Stenay                    | CC du Pays de Stenay et du Val Dunois | 8,57             | 422 (2022)                        | 49                 | modifier les données · modifier les données |
| Dugny-sur-Meuse              | 55166      | 55100       | Verdun         | Verdun-2                  | CC Val de Meuse - Voie Sacrée         | 19,25            | 1 262 (2022)                      | 66                 | modifier les données · modifier les données |
| Dun-sur-Meuse                | 55167      | 55110       | Verdun         | Stenay                    | CC du Pays de Stenay et du Val Dunois | 6,41             | 590 (2022)                        | 92                 | modifier les données · modifier les données |
| Duzey                        | 55168      | 55230       | Verdun         | Bouligny                  | CC de Damvillers Spincourt            | 5,77             | 46 (2022)                         | 8,0                | modifier les données · modifier les données |
| Écouviez                     | 55169      | 55600       | Verdun         | Montmédy                  | CC du Pays de Montmédy                | 4,30             | 534 (2022)                        | 124                | modifier les données · modifier les données |
| Écurey-en-Verdunois          | 55170      | 55150       | Verdun         | Montmédy                  | CC de Damvillers Spincourt            | 6,92             | 113 (2022)                        | 16                 | modifier les données · modifier les données |
| Eix                          | 55171      | 55400       | Verdun         | Belleville-sur-Meuse      | CC du Pays d'Étain                    | 12,06            | 262 (2022)                        | 22                 | modifier les données · modifier les données |
| Les Éparges                  | 55172      | 55160       | Verdun         | Étain                     | CC du Territoire de Fresnes-en-Woëvre | 9,52             | 61 (2022)                         | 6,4                | modifier les données · modifier les données |
| Épiez-sur-Meuse              | 55173      | 55140       | Commercy       | Vaucouleurs               | CC de Commercy - Void - Vaucouleurs   | 8,19             | 38 (2022)                         | 4,6                | modifier les données · modifier les données |
| Épinonville                  | 55174      | 55270       | Verdun         | Clermont-en-Argonne       | CC Argonne-Meuse                      | 14,06            | 69 (2022)                         | 4,9                | modifier les données · modifier les données |
| Érize-la-Brûlée              | 55175      | 55260       | Bar-le-Duc     | Bar-le-Duc-1              | CC De l'Aire à l'Argonne              | 10,82            | 174 (2022)                        | 16                 | modifier les données · modifier les données |
| Érize-la-Petite              | 55177      | 55260       | Bar-le-Duc     | Revigny-sur-Ornain        | CC De l'Aire à l'Argonne              | 7,18             | 43 (2022)                         | 6,0                | modifier les données · modifier les données |
| Érize-Saint-Dizier           | 55178      | 55000       | Bar-le-Duc     | Bar-le-Duc-1              | CC De l'Aire à l'Argonne              | 12,49            | 193 (2022)                        | 15                 | modifier les données · modifier les données |
| Erneville-aux-Bois           | 55179      | 55500       | Commercy       | Vaucouleurs               | CC de Commercy - Void - Vaucouleurs   | 28,05            | 146 (2022)                        | 5,2                | modifier les données · modifier les données |
| Esnes-en-Argonne             | 55180      | 55100       | Verdun         | Clermont-en-Argonne       | CC Argonne-Meuse                      | 14,76            | 135 (2022)                        | 9,1                | modifier les données · modifier les données |
| Étain                        | 55181      | 55400       | Verdun         | Étain                     | CC du Pays d'Étain                    | 19,64            | 3 449 (2022)                      | 176                | modifier les données · modifier les données |
| Éton                         | 55182      | 55240       | Verdun         | Bouligny                  | CC de Damvillers Spincourt            | 11,11            | 201 (2022)                        | 18                 | modifier les données · modifier les données |
| Étraye                       | 55183      | 55150       | Verdun         | Montmédy                  | CC de Damvillers Spincourt            | 7,99             | 37 (2022)                         | 4,6                | modifier les données · modifier les données |
| Euville                      | 55184      | 55200       | Commercy       | Commercy                  | CC de Commercy - Void - Vaucouleurs   | 29,76            | 1 635 (2022)                      | 55                 | modifier les données · modifier les données |
| Èvres                        | 55185      | 55250       | Bar-le-Duc     | Dieue-sur-Meuse           | CC De l'Aire à l'Argonne              | 11,65            | 89 (2022)                         | 7,6                | modifier les données · modifier les données |
| Fains-Véel                   | 55186      | 55000       | Bar-le-Duc     | Bar-le-Duc-2              | CA Bar-le-Duc Sud Meuse               | 18,30            | 2 088 (2022)                      | 114                | modifier les données · modifier les données |
| Flassigny                    | 55188      | 55600       | Verdun         | Montmédy                  | CC du Pays de Montmédy                | 6,66             | 45 (2022)                         | 6,8                | modifier les données · modifier les données |
| Fleury-devant-Douaumont      | 55189      | 55100       | Verdun         | Belleville-sur-Meuse      | CA du Grand Verdun                    | 10,27            | 0 (2022)                          | 0,00               | modifier les données · modifier les données |
| Foameix-Ornel                | 55191      | 55400       | Verdun         | Bouligny                  | CC du Pays d'Étain                    | 11,07            | 228 (2022)                        | 21                 | modifier les données · modifier les données |
| Fontaines-Saint-Clair        | 55192      | 55110       | Verdun         | Stenay                    | CC du Pays de Stenay et du Val Dunois | 6,23             | 36 (2022)                         | 5,8                | modifier les données · modifier les données |
| Forges-sur-Meuse             | 55193      | 55110       | Verdun         | Clermont-en-Argonne       | CC Argonne-Meuse                      | 15,97            | 122 (2022)                        | 7,6                | modifier les données · modifier les données |
| Foucaucourt-sur-Thabas       | 55194      | 55250       | Bar-le-Duc     | Dieue-sur-Meuse           | CC De l'Aire à l'Argonne              | 9,92             | 61 (2022)                         | 6,1                | modifier les données · modifier les données |
| Fouchères-aux-Bois           | 55195      | 55500       | Bar-le-Duc     | Ligny-en-Barrois          | CC des Portes de Meuse                | 5,57             | 133 (2022)                        | 24                 | modifier les données · modifier les données |
| Frémeréville-sous-les-Côtes  | 55196      | 55200       | Commercy       | Commercy                  | CC Côtes de Meuse - Woëvre            | 6,44             | 127 (2022)                        | 20                 | modifier les données · modifier les données |
| Fresnes-au-Mont              | 55197      | 55260       | Commercy       | Dieue-sur-Meuse           | CC De l'Aire à l'Argonne              | 15,89            | 164 (2022)                        | 10                 | modifier les données · modifier les données |
| Fresnes-en-Woëvre            | 55198      | 55160       | Verdun         | Étain                     | CC du Territoire de Fresnes-en-Woëvre | 9,08             | 668 (2022)                        | 74                 | modifier les données · modifier les données |
| Froidos                      | 55199      | 55120       | Verdun         | Clermont-en-Argonne       | CC Argonne-Meuse                      | 8,74             | 91 (2022)                         | 10                 | modifier les données · modifier les données |
| Fromeréville-les-Vallons     | 55200      | 55100       | Verdun         | Clermont-en-Argonne       | CA du Grand Verdun                    | 20,30            | 212 (2022)                        | 10                 | modifier les données · modifier les données |
| Fromezey                     | 55201      | 55400       | Verdun         | Étain                     | CC du Pays d'Étain                    | 5,96             | 65 (2022)                         | 11                 | modifier les données · modifier les données |
| Futeau                       | 55202      | 55120       | Verdun         | Clermont-en-Argonne       | CC Argonne-Meuse                      | 1,73             | 139 (2022)                        | 80                 | modifier les données · modifier les données |
| Génicourt-sur-Meuse          | 55204      | 55320       | Verdun         | Dieue-sur-Meuse           | CC Val de Meuse - Voie Sacrée         | 7,99             | 293 (2022)                        | 37                 | modifier les données · modifier les données |
| Gercourt-et-Drillancourt     | 55206      | 55110       | Verdun         | Clermont-en-Argonne       | CC Argonne-Meuse                      | 13,60            | 123 (2022)                        | 9,0                | modifier les données · modifier les données |
| Géry                         | 55207      | 55000       | Bar-le-Duc     | Bar-le-Duc-1              | CC De l'Aire à l'Argonne              | 4,80             | 54 (2022)                         | 11                 | modifier les données · modifier les données |
| Gesnes-en-Argonne            | 55208      | 55110       | Verdun         | Clermont-en-Argonne       | CC Argonne-Meuse                      | 7,06             | 52 (2022)                         | 7,4                | modifier les données · modifier les données |
| Geville                      | 55258      | 55200       | Commercy       | Commercy                  | CC Côtes de Meuse - Woëvre            | 33,10            | 627 (2022)                        | 19                 | modifier les données · modifier les données |
| Gimécourt                    | 55210      | 55260       | Commercy       | Dieue-sur-Meuse           | CC De l'Aire à l'Argonne              | 10,12            | 38 (2022)                         | 3,8                | modifier les données · modifier les données |
| Gincrey                      | 55211      | 55400       | Verdun         | Belleville-sur-Meuse      | CC du Pays d'Étain                    | 9,69             | 61 (2022)                         | 6,3                | modifier les données · modifier les données |
| Girauvoisin                  | 55212      | 55200       | Commercy       | Commercy                  | CC Côtes de Meuse - Woëvre            | 5,06             | 77 (2022)                         | 15                 | modifier les données · modifier les données |
| Givrauval                    | 55214      | 55500       | Bar-le-Duc     | Ligny-en-Barrois          | CA Bar-le-Duc Sud Meuse               | 9,69             | 287 (2022)                        | 30                 | modifier les données · modifier les données |
| Gondrecourt-le-Château       | 55215      | 55130       | Commercy       | Ligny-en-Barrois          | CC des Portes de Meuse                | 51,33            | 1 041 (2022)                      | 20                 | modifier les données · modifier les données |
| Gouraincourt                 | 55216      | 55230       | Verdun         | Bouligny                  | CC de Damvillers Spincourt            | 5,45             | 70 (2022)                         | 13                 | modifier les données · modifier les données |
| Goussaincourt                | 55217      | 55140       | Commercy       | Vaucouleurs               | CC de Commercy - Void - Vaucouleurs   | 10,33            | 118 (2022)                        | 11                 | modifier les données · modifier les données |
| Gremilly                     | 55218      | 55150       | Verdun         | Montmédy                  | CC de Damvillers Spincourt            | 17,81            | 44 (2022)                         | 2,5                | modifier les données · modifier les données |
| Grimaucourt-en-Woëvre        | 55219      | 55400       | Verdun         | Belleville-sur-Meuse      | CC du Pays d'Étain                    | 5,69             | 97 (2022)                         | 17                 | modifier les données · modifier les données |
| Grimaucourt-près-Sampigny    | 55220      | 55500       | Commercy       | Commercy                  | CC de Commercy - Void - Vaucouleurs   | 9,27             | 93 (2022)                         | 10                 | modifier les données · modifier les données |
| Guerpont                     | 55221      | 55000       | Bar-le-Duc     | Ancerville                | CA Bar-le-Duc Sud Meuse               | 6,12             | 236 (2022)                        | 39                 | modifier les données · modifier les données |
| Gussainville                 | 55222      | 55400       | Verdun         | Étain                     | CC du Pays d'Étain                    | 10,48            | 34 (2022)                         | 3,2                | modifier les données · modifier les données |
| Haironville                  | 55224      | 55000       | Bar-le-Duc     | Ancerville                | CC des Portes de Meuse                | 9,79             | 567 (2022)                        | 58                 | modifier les données · modifier les données |
| Halles-sous-les-Côtes        | 55225      | 55700       | Verdun         | Stenay                    | CC du Pays de Stenay et du Val Dunois | 5,51             | 138 (2022)                        | 25                 | modifier les données · modifier les données |
| Han-lès-Juvigny              | 55226      | 55600       | Verdun         | Montmédy                  | CC du Pays de Montmédy                | 5,44             | 125 (2022)                        | 23                 | modifier les données · modifier les données |
| Han-sur-Meuse                | 55229      | 55300       | Commercy       | Saint-Mihiel              | CC du Sammiellois                     | 17,22            | 269 (2022)                        | 16                 | modifier les données · modifier les données |
| Hannonville-sous-les-Côtes   | 55228      | 55210       | Verdun         | Étain                     | CC du Territoire de Fresnes-en-Woëvre | 15,71            | 546 (2022)                        | 35                 | modifier les données · modifier les données |
| Harville                     | 55232      | 55160       | Verdun         | Étain                     | CC du Territoire de Fresnes-en-Woëvre | 5,54             | 112 (2022)                        | 20                 | modifier les données · modifier les données |
| Haudainville                 | 55236      | 55100       | Verdun         | Verdun-2                  | CA du Grand Verdun                    | 11,10            | 933 (2022)                        | 84                 | modifier les données · modifier les données |
| Haudiomont                   | 55237      | 55160       | Verdun         | Étain                     | CC du Territoire de Fresnes-en-Woëvre | 9,30             | 232 (2022)                        | 25                 | modifier les données · modifier les données |
| Haumont-près-Samogneux       | 55239      | 55100       | Verdun         | Belleville-sur-Meuse      | CA du Grand Verdun                    | 10,81            | 0 (2022)                          | 0,00               | modifier les données · modifier les données |
| Les Hauts-de-Chée            | 55123      | 55000       | Bar-le-Duc     | Revigny-sur-Ornain        | CC De l'Aire à l'Argonne              | 50,17            | 702 (2022)                        | 14                 | modifier les données · modifier les données |
| Heippes                      | 55241      | 55220       | Verdun         | Dieue-sur-Meuse           | CC Val de Meuse - Voie Sacrée         | 10,48            | 83 (2022)                         | 7,9                | modifier les données · modifier les données |
| Hennemont                    | 55242      | 55160       | Verdun         | Étain                     | CC du Territoire de Fresnes-en-Woëvre | 10,82            | 111 (2022)                        | 10                 | modifier les données · modifier les données |
| Herbeuville                  | 55243      | 55210       | Verdun         | Étain                     | CC du Territoire de Fresnes-en-Woëvre | 6,71             | 181 (2022)                        | 27                 | modifier les données · modifier les données |
| Herméville-en-Woëvre         | 55244      | 55400       | Verdun         | Étain                     | CC du Pays d'Étain                    | 14,64            | 221 (2022)                        | 15                 | modifier les données · modifier les données |
| Heudicourt-sous-les-Côtes    | 55245      | 55210       | Commercy       | Saint-Mihiel              | CC Côtes de Meuse - Woëvre            | 13,56            | 169 (2022)                        | 12                 | modifier les données · modifier les données |
| Hévilliers                   | 55246      | 55290       | Bar-le-Duc     | Ligny-en-Barrois          | CC des Portes de Meuse                | 10,60            | 156 (2022)                        | 15                 | modifier les données · modifier les données |
| Horville-en-Ornois           | 55247      | 55130       | Commercy       | Ligny-en-Barrois          | CC des Portes de Meuse                | 7,62             | 46 (2022)                         | 6,0                | modifier les données · modifier les données |
| Houdelaincourt               | 55248      | 55130       | Commercy       | Ligny-en-Barrois          | CC des Portes de Meuse                | 16,07            | 277 (2022)                        | 17                 | modifier les données · modifier les données |
| Inor                         | 55250      | 55700       | Verdun         | Stenay                    | CC du Pays de Stenay et du Val Dunois | 6,46             | 178 (2022)                        | 28                 | modifier les données · modifier les données |
| Ippécourt                    | 55251      | 55220       | Bar-le-Duc     | Dieue-sur-Meuse           | CC De l'Aire à l'Argonne              | 10,62            | 94 (2022)                         | 8,9                | modifier les données · modifier les données |
| Iré-le-Sec                   | 55252      | 55600       | Verdun         | Montmédy                  | CC du Pays de Montmédy                | 8,31             | 151 (2022)                        | 18                 | modifier les données · modifier les données |
| L'Isle-en-Rigault            | 55296      | 55000       | Bar-le-Duc     | Ancerville                | CC des Portes de Meuse                | 10,54            | 465 (2022)                        | 44                 | modifier les données · modifier les données |
| Les Islettes                 | 55253      | 55120       | Verdun         | Clermont-en-Argonne       | CC Argonne-Meuse                      | 5,55             | 696 (2022)                        | 125                | modifier les données · modifier les données |
| Jametz                       | 55255      | 55600       | Verdun         | Montmédy                  | CC du Pays de Montmédy                | 17,44            | 250 (2022)                        | 14                 | modifier les données · modifier les données |
| Jonville-en-Woëvre           | 55256      | 55160       | Commercy       | Saint-Mihiel              | CC Côtes de Meuse - Woëvre            | 10,81            | 144 (2022)                        | 13                 | modifier les données · modifier les données |
| Jouy-en-Argonne              | 55257      | 55120       | Verdun         | Clermont-en-Argonne       | CC Argonne-Meuse                      | 6,30             | 55 (2022)                         | 8,7                | modifier les données · modifier les données |
| Julvécourt                   | 55260      | 55120       | Verdun         | Dieue-sur-Meuse           | CC Val de Meuse - Voie Sacrée         | 8,70             | 59 (2022)                         | 6,8                | modifier les données · modifier les données |
| Juvigny-en-Perthois          | 55261      | 55170       | Bar-le-Duc     | Ancerville                | CC des Portes de Meuse                | 6,36             | 134 (2022)                        | 21                 | modifier les données · modifier les données |
| Juvigny-sur-Loison           | 55262      | 55600       | Verdun         | Montmédy                  | CC du Pays de Montmédy                | 16,42            | 248 (2022)                        | 15                 | modifier les données · modifier les données |
| Kœur-la-Grande               | 55263      | 55300       | Commercy       | Dieue-sur-Meuse           | CC du Sammiellois                     | 12,32            | 164 (2022)                        | 13                 | modifier les données · modifier les données |
| Kœur-la-Petite               | 55264      | 55300       | Commercy       | Dieue-sur-Meuse           | CC du Sammiellois                     | 20,33            | 254 (2022)                        | 12                 | modifier les données · modifier les données |
| Labeuville                   | 55265      | 55160       | Verdun         | Étain                     | CC du Territoire de Fresnes-en-Woëvre | 9,58             | 140 (2022)                        | 15                 | modifier les données · modifier les données |
| Lachalade                    | 55266      | 55120       | Verdun         | Clermont-en-Argonne       | CC Argonne-Meuse                      | 19,45            | 54 (2022)                         | 2,8                | modifier les données · modifier les données |
| Lachaussée                   | 55267      | 55210       | Commercy       | Saint-Mihiel              | CC Côtes de Meuse - Woëvre            | 27,19            | 280 (2022)                        | 10                 | modifier les données · modifier les données |
| Lacroix-sur-Meuse            | 55268      | 55300       | Commercy       | Saint-Mihiel              | CC du Sammiellois                     | 21,15            | 649 (2022)                        | 31                 | modifier les données · modifier les données |
| Lahaymeix                    | 55269      | 55260       | Commercy       | Dieue-sur-Meuse           | CC De l'Aire à l'Argonne              | 12,70            | 76 (2022)                         | 6,0                | modifier les données · modifier les données |
| Lahayville                   | 55270      | 55300       | Commercy       | Saint-Mihiel              | CC Côtes de Meuse - Woëvre            | 3,96             | 29 (2022)                         | 7,3                | modifier les données · modifier les données |
| Laheycourt                   | 55271      | 55800       | Bar-le-Duc     | Revigny-sur-Ornain        | CC du Pays de Revigny-sur-Ornain      | 18,00            | 354 (2022)                        | 20                 | modifier les données · modifier les données |
| Laimont                      | 55272      | 55800       | Bar-le-Duc     | Revigny-sur-Ornain        | CC du Pays de Revigny-sur-Ornain      | 10,77            | 426 (2022)                        | 40                 | modifier les données · modifier les données |
| Lamorville                   | 55274      | 55300       | Commercy       | Saint-Mihiel              | CC Côtes de Meuse - Woëvre            | 34,93            | 276 (2022)                        | 7,9                | modifier les données · modifier les données |
| Lamouilly                    | 55275      | 55700       | Verdun         | Stenay                    | CC du Pays de Stenay et du Val Dunois | 4,76             | 84 (2022)                         | 18                 | modifier les données · modifier les données |
| Landrecourt-Lempire          | 55276      | 55100       | Verdun         | Dieue-sur-Meuse           | CC Val de Meuse - Voie Sacrée         | 14,63            | 223 (2022)                        | 15                 | modifier les données · modifier les données |
| Laneuville-au-Rupt           | 55278      | 55190       | Commercy       | Vaucouleurs               | CC de Commercy - Void - Vaucouleurs   | 13,23            | 196 (2022)                        | 15                 | modifier les données · modifier les données |
| Laneuville-sur-Meuse         | 55279      | 55700       | Verdun         | Stenay                    | CC du Pays de Stenay et du Val Dunois | 22,82            | 446 (2022)                        | 20                 | modifier les données · modifier les données |
| Lanhères                     | 55280      | 55400       | Verdun         | Bouligny                  | CC du Pays d'Étain                    | 4,60             | 55 (2022)                         | 12                 | modifier les données · modifier les données |
| Latour-en-Woëvre             | 55281      | 55160       | Verdun         | Étain                     | CC du Territoire de Fresnes-en-Woëvre | 6,74             | 87 (2022)                         | 13                 | modifier les données · modifier les données |
| Lavallée                     | 55282      | 55260       | Commercy       | Dieue-sur-Meuse           | CC De l'Aire à l'Argonne              | 12,58            | 87 (2022)                         | 6,9                | modifier les données · modifier les données |
| Lavincourt                   | 55284      | 55170       | Bar-le-Duc     | Ancerville                | CC des Portes de Meuse                | 4,70             | 71 (2022)                         | 15                 | modifier les données · modifier les données |
| Lavoye                       | 55285      | 55120       | Bar-le-Duc     | Dieue-sur-Meuse           | CC De l'Aire à l'Argonne              | 10,02            | 145 (2022)                        | 14                 | modifier les données · modifier les données |
| Lemmes                       | 55286      | 55220       | Verdun         | Dieue-sur-Meuse           | CC Val de Meuse - Voie Sacrée         | 11,05            | 236 (2022)                        | 21                 | modifier les données · modifier les données |
| Lérouville                   | 55288      | 55200       | Commercy       | Commercy                  | CC de Commercy - Void - Vaucouleurs   | 14,38            | 1 380 (2022)                      | 96                 | modifier les données · modifier les données |
| Levoncourt                   | 55289      | 55260       | Commercy       | Dieue-sur-Meuse           | CC De l'Aire à l'Argonne              | 7,80             | 56 (2022)                         | 7,2                | modifier les données · modifier les données |
| Lignières-sur-Aire           | 55290      | 55260       | Commercy       | Dieue-sur-Meuse           | CC De l'Aire à l'Argonne              | 9,30             | 52 (2022)                         | 5,6                | modifier les données · modifier les données |
| Ligny-en-Barrois             | 55291      | 55500       | Bar-le-Duc     | Ligny-en-Barrois          | CA Bar-le-Duc Sud Meuse               | 32,26            | 3 696 (2022)                      | 115                | modifier les données · modifier les données |
| Liny-devant-Dun              | 55292      | 55110       | Verdun         | Stenay                    | CC du Pays de Stenay et du Val Dunois | 10,90            | 189 (2022)                        | 17                 | modifier les données · modifier les données |
| Lion-devant-Dun              | 55293      | 55110       | Verdun         | Stenay                    | CC du Pays de Stenay et du Val Dunois | 15,51            | 178 (2022)                        | 11                 | modifier les données · modifier les données |
| Lisle-en-Barrois             | 55295      | 55250       | Bar-le-Duc     | Revigny-sur-Ornain        | CC De l'Aire à l'Argonne              | 28,94            | 28 (2022)                         | 0,97               | modifier les données · modifier les données |
| Lissey                       | 55297      | 55150       | Verdun         | Montmédy                  | CC de Damvillers Spincourt            | 9,97             | 105 (2022)                        | 11                 | modifier les données · modifier les données |
| Loisey                       | 55298      | 55000       | Bar-le-Duc     | Vaucouleurs               | CA Bar-le-Duc Sud Meuse               | 13,46            | 278 (2022)                        | 21                 | modifier les données · modifier les données |
| Loison                       | 55299      | 55230       | Verdun         | Bouligny                  | CC de Damvillers Spincourt            | 14,18            | 117 (2022)                        | 8,3                | modifier les données · modifier les données |
| Longchamps-sur-Aire          | 55301      | 55260       | Commercy       | Dieue-sur-Meuse           | CC De l'Aire à l'Argonne              | 15,68            | 120 (2022)                        | 7,7                | modifier les données · modifier les données |
| Longeaux                     | 55300      | 55500       | Bar-le-Duc     | Ligny-en-Barrois          | CA Bar-le-Duc Sud Meuse               | 7,49             | 219 (2022)                        | 29                 | modifier les données · modifier les données |
| Longeville-en-Barrois        | 55302      | 55000       | Bar-le-Duc     | Bar-le-Duc-1              | CA Bar-le-Duc Sud Meuse               | 15,44            | 1 092 (2022)                      | 71                 | modifier les données · modifier les données |
| Loupmont                     | 55303      | 55300       | Commercy       | Saint-Mihiel              | CC Côtes de Meuse - Woëvre            | 10,33            | 73 (2022)                         | 7,1                | modifier les données · modifier les données |
| Louppy-le-Château            | 55304      | 55800       | Bar-le-Duc     | Revigny-sur-Ornain        | CC De l'Aire à l'Argonne              | 18,76            | 163 (2022)                        | 8,7                | modifier les données · modifier les données |
| Louppy-sur-Loison            | 55306      | 55600       | Verdun         | Montmédy                  | CC du Pays de Montmédy                | 14,36            | 118 (2022)                        | 8,2                | modifier les données · modifier les données |
| Louvemont-Côte-du-Poivre     | 55307      | 55100       | Verdun         | Belleville-sur-Meuse      | CA du Grand Verdun                    | 8,25             | 0 (2022)                          | 0,00               | modifier les données · modifier les données |
| Luzy-Saint-Martin            | 55310      | 55700       | Verdun         | Stenay                    | CC du Pays de Stenay et du Val Dunois | 7,35             | 113 (2022)                        | 15                 | modifier les données · modifier les données |
| Maizeray                     | 55311      | 55160       | Verdun         | Étain                     | CC du Territoire de Fresnes-en-Woëvre | 3,87             | 24 (2022)                         | 6,2                | modifier les données · modifier les données |
| Maizey                       | 55312      | 55300       | Commercy       | Saint-Mihiel              | CC du Sammiellois                     | 14,91            | 159 (2022)                        | 11                 | modifier les données · modifier les données |
| Malancourt                   | 55313      | 55270       | Verdun         | Clermont-en-Argonne       | CC Argonne-Meuse                      | 16,52            | 69 (2022)                         | 4,2                | modifier les données · modifier les données |
| Mandres-en-Barrois           | 55315      | 55290       | Bar-le-Duc     | Ligny-en-Barrois          | CC des Portes de Meuse                | 17,71            | 112 (2022)                        | 6,3                | modifier les données · modifier les données |
| Mangiennes                   | 55316      | 55150       | Verdun         | Bouligny                  | CC de Damvillers Spincourt            | 18,21            | 401 (2022)                        | 22                 | modifier les données · modifier les données |
| Manheulles                   | 55317      | 55160       | Verdun         | Étain                     | CC du Territoire de Fresnes-en-Woëvre | 10,45            | 152 (2022)                        | 15                 | modifier les données · modifier les données |
| Marchéville-en-Woëvre        | 55320      | 55160       | Verdun         | Étain                     | CC du Territoire de Fresnes-en-Woëvre | 5,63             | 68 (2022)                         | 12                 | modifier les données · modifier les données |
| Marre                        | 55321      | 55100       | Verdun         | Clermont-en-Argonne       | CA du Grand Verdun                    | 10,20            | 181 (2022)                        | 18                 | modifier les données · modifier les données |
| Marson-sur-Barboure          | 55322      | 55190       | Commercy       | Vaucouleurs               | CC de Commercy - Void - Vaucouleurs   | 5,90             | 58 (2022)                         | 9,8                | modifier les données · modifier les données |
| Martincourt-sur-Meuse        | 55323      | 55700       | Verdun         | Stenay                    | CC du Pays de Stenay et du Val Dunois | 5,96             | 68 (2022)                         | 11                 | modifier les données · modifier les données |
| Marville                     | 55324      | 55600       | Verdun         | Montmédy                  | CC du Pays de Montmédy                | 19,55            | 514 (2022)                        | 26                 | modifier les données · modifier les données |
| Maucourt-sur-Orne            | 55325      | 55400       | Verdun         | Belleville-sur-Meuse      | CC du Pays d'Étain                    | 6,43             | 49 (2022)                         | 7,6                | modifier les données · modifier les données |
| Maulan                       | 55326      | 55500       | Bar-le-Duc     | Ancerville                | CC des Portes de Meuse                | 4,22             | 107 (2022)                        | 25                 | modifier les données · modifier les données |
| Mauvages                     | 55327      | 55190       | Commercy       | Ligny-en-Barrois          | CC des Portes de Meuse                | 21,11            | 240 (2022)                        | 11                 | modifier les données · modifier les données |
| Maxey-sur-Vaise              | 55328      | 55140       | Commercy       | Vaucouleurs               | CC de Commercy - Void - Vaucouleurs   | 10,90            | 281 (2022)                        | 26                 | modifier les données · modifier les données |
| Mécrin                       | 55329      | 55300       | Commercy       | Commercy                  | CC de Commercy - Void - Vaucouleurs   | 10,19            | 188 (2022)                        | 18                 | modifier les données · modifier les données |
| Méligny-le-Grand             | 55330      | 55190       | Commercy       | Vaucouleurs               | CC de Commercy - Void - Vaucouleurs   | 11,52            | 89 (2022)                         | 7,7                | modifier les données · modifier les données |
| Méligny-le-Petit             | 55331      | 55190       | Commercy       | Vaucouleurs               | CC de Commercy - Void - Vaucouleurs   | 8,39             | 74 (2022)                         | 8,8                | modifier les données · modifier les données |
| Menaucourt                   | 55332      | 55500       | Bar-le-Duc     | Ligny-en-Barrois          | CA Bar-le-Duc Sud Meuse               | 6,30             | 229 (2022)                        | 36                 | modifier les données · modifier les données |
| Ménil-aux-Bois               | 55333      | 55260       | Commercy       | Dieue-sur-Meuse           | CC du Sammiellois                     | 6,71             | 47 (2022)                         | 7,0                | modifier les données · modifier les données |
| Ménil-la-Horgne              | 55334      | 55190       | Commercy       | Vaucouleurs               | CC de Commercy - Void - Vaucouleurs   | 16,56            | 175 (2022)                        | 11                 | modifier les données · modifier les données |
| Ménil-sur-Saulx              | 55335      | 55500       | Bar-le-Duc     | Ligny-en-Barrois          | CC des Portes de Meuse                | 12,03            | 245 (2022)                        | 20                 | modifier les données · modifier les données |
| Merles-sur-Loison            | 55336      | 55150       | Verdun         | Montmédy                  | CC de Damvillers Spincourt            | 11,45            | 146 (2022)                        | 13                 | modifier les données · modifier les données |
| Milly-sur-Bradon             | 55338      | 55110       | Verdun         | Stenay                    | CC du Pays de Stenay et du Val Dunois | 10,40            | 148 (2022)                        | 14                 | modifier les données · modifier les données |
| Mogeville                    | 55339      | 55400       | Verdun         | Belleville-sur-Meuse      | CC du Pays d'Étain                    | 6,37             | 74 (2022)                         | 12                 | modifier les données · modifier les données |
| Mognéville                   | 55340      | 55800       | Bar-le-Duc     | Revigny-sur-Ornain        | CC du Pays de Revigny-sur-Ornain      | 18,57            | 359 (2022)                        | 19                 | modifier les données · modifier les données |
| Moirey-Flabas-Crépion        | 55341      | 55150       | Verdun         | Montmédy                  | CC de Damvillers Spincourt            | 14,62            | 112 (2022)                        | 7,7                | modifier les données · modifier les données |
| Mont-devant-Sassey           | 55345      | 55110       | Verdun         | Stenay                    | CC du Pays de Stenay et du Val Dunois | 8,22             | 99 (2022)                         | 12                 | modifier les données · modifier les données |
| Montblainville               | 55343      | 55270       | Verdun         | Clermont-en-Argonne       | CC Argonne-Meuse                      | 12,06            | 57 (2022)                         | 4,7                | modifier les données · modifier les données |
| Montbras                     | 55344      | 55140       | Commercy       | Vaucouleurs               | CC de Commercy - Void - Vaucouleurs   | 5,40             | 21 (2022)                         | 3,9                | modifier les données · modifier les données |
| Montfaucon-d'Argonne         | 55346      | 55270       | Verdun         | Clermont-en-Argonne       | CC Argonne-Meuse                      | 23,61            | 276 (2022)                        | 12                 | modifier les données · modifier les données |
| Les Monthairons              | 55347      | 55320       | Verdun         | Dieue-sur-Meuse           | CC Val de Meuse - Voie Sacrée         | 12,22            | 326 (2022)                        | 27                 | modifier les données · modifier les données |
| Montiers-sur-Saulx           | 55348      | 55290       | Bar-le-Duc     | Ligny-en-Barrois          | CC des Portes de Meuse                | 44,55            | 366 (2022)                        | 8,2                | modifier les données · modifier les données |
| Montigny-devant-Sassey       | 55349      | 55110       | Verdun         | Stenay                    | CC du Pays de Stenay et du Val Dunois | 9,72             | 131 (2022)                        | 13                 | modifier les données · modifier les données |
| Montigny-lès-Vaucouleurs     | 55350      | 55140       | Commercy       | Vaucouleurs               | CC de Commercy - Void - Vaucouleurs   | 11,83            | 77 (2022)                         | 6,5                | modifier les données · modifier les données |
| Montmédy                     | 55351      | 55600       | Verdun         | Montmédy                  | CC du Pays de Montmédy                | 23,49            | 2 018 (2022)                      | 86                 | modifier les données · modifier les données |
| Montplonne                   | 55352      | 55000       | Bar-le-Duc     | Ancerville                | CC des Portes de Meuse                | 20,68            | 137 (2022)                        | 6,6                | modifier les données · modifier les données |
| Montsec                      | 55353      | 55300       | Commercy       | Saint-Mihiel              | CC Côtes de Meuse - Woëvre            | 5,95             | 76 (2022)                         | 13                 | modifier les données · modifier les données |
| Montzéville                  | 55355      | 55100       | Verdun         | Clermont-en-Argonne       | CA du Grand Verdun                    | 17,65            | 154 (2022)                        | 8,7                | modifier les données · modifier les données |
| Moranville                   | 55356      | 55400       | Verdun         | Belleville-sur-Meuse      | CC du Pays d'Étain                    | 6,80             | 103 (2022)                        | 15                 | modifier les données · modifier les données |
| Morgemoulin                  | 55357      | 55400       | Verdun         | Bouligny                  | CC du Pays d'Étain                    | 6,85             | 107 (2022)                        | 16                 | modifier les données · modifier les données |
| Morley                       | 55359      | 55290       | Bar-le-Duc     | Ligny-en-Barrois          | CC des Portes de Meuse                | 24,75            | 207 (2022)                        | 8,4                | modifier les données · modifier les données |
| Mouilly                      | 55360      | 55320       | Verdun         | Étain                     | CC du Territoire de Fresnes-en-Woëvre | 10,96            | 106 (2022)                        | 9,7                | modifier les données · modifier les données |
| Moulainville                 | 55361      | 55400       | Verdun         | Belleville-sur-Meuse      | CC du Pays d'Étain                    | 11,15            | 138 (2022)                        | 12                 | modifier les données · modifier les données |
| Moulins-Saint-Hubert         | 55362      | 55700       | Verdun         | Stenay                    | CC du Pays de Stenay et du Val Dunois | 8,14             | 186 (2022)                        | 23                 | modifier les données · modifier les données |
| Moulotte                     | 55363      | 55160       | Verdun         | Étain                     | CC du Territoire de Fresnes-en-Woëvre | 5,53             | 87 (2022)                         | 16                 | modifier les données · modifier les données |
| Mouzay                       | 55364      | 55700       | Verdun         | Stenay                    | CC du Pays de Stenay et du Val Dunois | 35,73            | 650 (2022)                        | 18                 | modifier les données · modifier les données |
| Murvaux                      | 55365      | 55110       | Verdun         | Stenay                    | CC du Pays de Stenay et du Val Dunois | 14,21            | 138 (2022)                        | 9,7                | modifier les données · modifier les données |
| Muzeray                      | 55367      | 55230       | Verdun         | Bouligny                  | CC de Damvillers Spincourt            | 8,24             | 132 (2022)                        | 16                 | modifier les données · modifier les données |
| Naives-en-Blois              | 55368      | 55190       | Commercy       | Vaucouleurs               | CC de Commercy - Void - Vaucouleurs   | 15,70            | 156 (2022)                        | 9,9                | modifier les données · modifier les données |
| Naives-Rosières              | 55369      | 55000       | Bar-le-Duc     | Bar-le-Duc-1              | CA Bar-le-Duc Sud Meuse               | 15,93            | 809 (2022)                        | 51                 | modifier les données · modifier les données |
| Naix-aux-Forges              | 55370      | 55500       | Bar-le-Duc     | Ligny-en-Barrois          | CA Bar-le-Duc Sud Meuse               | 6,32             | 195 (2022)                        | 31                 | modifier les données · modifier les données |
| Nançois-le-Grand             | 55371      | 55500       | Commercy       | Vaucouleurs               | CC de Commercy - Void - Vaucouleurs   | 9,25             | 74 (2022)                         | 8,0                | modifier les données · modifier les données |
| Nançois-sur-Ornain           | 55372      | 55500       | Bar-le-Duc     | Vaucouleurs               | CA Bar-le-Duc Sud Meuse               | 7,98             | 362 (2022)                        | 45                 | modifier les données · modifier les données |
| Nant-le-Grand                | 55373      | 55500       | Bar-le-Duc     | Ancerville                | CA Bar-le-Duc Sud Meuse               | 11,26            | 82 (2022)                         | 7,3                | modifier les données · modifier les données |
| Nant-le-Petit                | 55374      | 55500       | Bar-le-Duc     | Ancerville                | CC des Portes de Meuse                | 9,02             | 77 (2022)                         | 8,5                | modifier les données · modifier les données |
| Nantillois                   | 55375      | 55270       | Verdun         | Clermont-en-Argonne       | CC du Pays de Stenay et du Val Dunois | 7,66             | 63 (2022)                         | 8,2                | modifier les données · modifier les données |
| Nantois                      | 55376      | 55500       | Bar-le-Duc     | Ligny-en-Barrois          | CA Bar-le-Duc Sud Meuse               | 6,05             | 77 (2022)                         | 13                 | modifier les données · modifier les données |
| Nepvant                      | 55377      | 55700       | Verdun         | Stenay                    | CC du Pays de Stenay et du Val Dunois | 5,15             | 91 (2022)                         | 18                 | modifier les données · modifier les données |
| Nettancourt                  | 55378      | 55800       | Bar-le-Duc     | Revigny-sur-Ornain        | CC du Pays de Revigny-sur-Ornain      | 11,45            | 242 (2022)                        | 21                 | modifier les données · modifier les données |
| Le Neufour                   | 55379      | 55120       | Verdun         | Clermont-en-Argonne       | CC Argonne-Meuse                      | 0,92             | 54 (2022)                         | 59                 | modifier les données · modifier les données |
| Neuville-en-Verdunois        | 55380      | 55260       | Commercy       | Dieue-sur-Meuse           | CC De l'Aire à l'Argonne              | 13,44            | 49 (2022)                         | 3,6                | modifier les données · modifier les données |
| Neuville-lès-Vaucouleurs     | 55381      | 55140       | Commercy       | Vaucouleurs               | CC de Commercy - Void - Vaucouleurs   | 8,35             | 147 (2022)                        | 18                 | modifier les données · modifier les données |
| Neuville-sur-Ornain          | 55382      | 55800       | Bar-le-Duc     | Revigny-sur-Ornain        | CC du Pays de Revigny-sur-Ornain      | 11,66            | 366 (2022)                        | 31                 | modifier les données · modifier les données |
| Neuvilly-en-Argonne          | 55383      | 55120       | Verdun         | Clermont-en-Argonne       | CC Argonne-Meuse                      | 18,32            | 227 (2022)                        | 12                 | modifier les données · modifier les données |
| Nicey-sur-Aire               | 55384      | 55260       | Commercy       | Dieue-sur-Meuse           | CC De l'Aire à l'Argonne              | 11,01            | 129 (2022)                        | 12                 | modifier les données · modifier les données |
| Nixéville-Blercourt          | 55385      | 55120       | Verdun         | Dieue-sur-Meuse           | CC Val de Meuse - Voie Sacrée         | 19,54            | 502 (2022)                        | 26                 | modifier les données · modifier les données |
| Nonsard-Lamarche             | 55386      | 55210       | Commercy       | Saint-Mihiel              | CC Côtes de Meuse - Woëvre            | 18,18            | 225 (2022)                        | 12                 | modifier les données · modifier les données |
| Nouillonpont                 | 55387      | 55230       | Verdun         | Bouligny                  | CC de Damvillers Spincourt            | 10,12            | 245 (2022)                        | 24                 | modifier les données · modifier les données |
| Noyers-Auzécourt             | 55388      | 55800       | Bar-le-Duc     | Revigny-sur-Ornain        | CC du Pays de Revigny-sur-Ornain      | 17,22            | 274 (2022)                        | 16                 | modifier les données · modifier les données |
| Nubécourt                    | 55389      | 55250       | Bar-le-Duc     | Dieue-sur-Meuse           | CC De l'Aire à l'Argonne              | 27,52            | 249 (2022)                        | 9,0                | modifier les données · modifier les données |
| Olizy-sur-Chiers             | 55391      | 55700       | Verdun         | Stenay                    | CC du Pays de Stenay et du Val Dunois | 9,22             | 196 (2022)                        | 21                 | modifier les données · modifier les données |
| Ornes                        | 55394      | 55150       | Verdun         | Belleville-sur-Meuse      | CA du Grand Verdun                    | 18,52            | 8 (2022)                          | 0,43               | modifier les données · modifier les données |
| Osches                       | 55395      | 55220       | Verdun         | Dieue-sur-Meuse           | CC Val de Meuse - Voie Sacrée         | 9,14             | 59 (2022)                         | 6,5                | modifier les données · modifier les données |
| Ourches-sur-Meuse            | 55396      | 55190       | Commercy       | Vaucouleurs               | CC de Commercy - Void - Vaucouleurs   | 10,35            | 221 (2022)                        | 21                 | modifier les données · modifier les données |
| Pagny-la-Blanche-Côte        | 55397      | 55140       | Commercy       | Vaucouleurs               | CC de Commercy - Void - Vaucouleurs   | 12,43            | 226 (2022)                        | 18                 | modifier les données · modifier les données |
| Pagny-sur-Meuse              | 55398      | 55190       | Commercy       | Vaucouleurs               | CC de Commercy - Void - Vaucouleurs   | 18,81            | 1 026 (2022)                      | 55                 | modifier les données · modifier les données |
| Pareid                       | 55399      | 55160       | Verdun         | Étain                     | CC du Territoire de Fresnes-en-Woëvre | 7,02             | 111 (2022)                        | 16                 | modifier les données · modifier les données |
| Parfondrupt                  | 55400      | 55400       | Verdun         | Étain                     | CC du Pays d'Étain                    | 8,53             | 42 (2022)                         | 4,9                | modifier les données · modifier les données |
| Les Paroches                 | 55401      | 55300       | Commercy       | Saint-Mihiel              | CC du Sammiellois                     | 10,24            | 415 (2022)                        | 41                 | modifier les données · modifier les données |
| Peuvillers                   | 55403      | 55150       | Verdun         | Montmédy                  | CC de Damvillers Spincourt            | 4,86             | 60 (2022)                         | 12                 | modifier les données · modifier les données |
| Pierrefitte-sur-Aire         | 55404      | 55260       | Commercy       | Dieue-sur-Meuse           | CC De l'Aire à l'Argonne              | 17,56            | 306 (2022)                        | 17                 | modifier les données · modifier les données |
| Pillon                       | 55405      | 55230       | Verdun         | Bouligny                  | CC de Damvillers Spincourt            | 15,41            | 250 (2022)                        | 16                 | modifier les données · modifier les données |
| Pintheville                  | 55406      | 55160       | Verdun         | Étain                     | CC du Territoire de Fresnes-en-Woëvre | 5,18             | 104 (2022)                        | 20                 | modifier les données · modifier les données |
| Pont-sur-Meuse               | 55407      | 55200       | Commercy       | Commercy                  | CC de Commercy - Void - Vaucouleurs   | 3,63             | 132 (2022)                        | 36                 | modifier les données · modifier les données |
| Pouilly-sur-Meuse            | 55408      | 55700       | Verdun         | Stenay                    | CC du Pays de Stenay et du Val Dunois | 11,83            | 172 (2022)                        | 15                 | modifier les données · modifier les données |
| Pretz-en-Argonne             | 55409      | 55250       | Bar-le-Duc     | Dieue-sur-Meuse           | CC De l'Aire à l'Argonne              | 9,89             | 61 (2022)                         | 6,2                | modifier les données · modifier les données |
| Quincy-Landzécourt           | 55410      | 55600       | Verdun         | Montmédy                  | CC du Pays de Montmédy                | 12,48            | 138 (2022)                        | 11                 | modifier les données · modifier les données |
| Raival                       | 55442      | 55260       | Bar-le-Duc     | Bar-le-Duc-1              | CC De l'Aire à l'Argonne              | 19,22            | 241 (2022)                        | 13                 | modifier les données · modifier les données |
| Rambluzin-et-Benoite-Vaux    | 55411      | 55220       | Verdun         | Dieue-sur-Meuse           | CC Val de Meuse - Voie Sacrée         | 18,42            | 86 (2022)                         | 4,7                | modifier les données · modifier les données |
| Rambucourt                   | 55412      | 55300       | Commercy       | Saint-Mihiel              | CC Côtes de Meuse - Woëvre            | 14,86            | 191 (2022)                        | 13                 | modifier les données · modifier les données |
| Rancourt-sur-Ornain          | 55414      | 55800       | Bar-le-Duc     | Revigny-sur-Ornain        | CC du Pays de Revigny-sur-Ornain      | 9,99             | 180 (2022)                        | 18                 | modifier les données · modifier les données |
| Ranzières                    | 55415      | 55300       | Commercy       | Saint-Mihiel              | CC du Sammiellois                     | 14,09            | 90 (2022)                         | 6,4                | modifier les données · modifier les données |
| Rarécourt                    | 55416      | 55120       | Verdun         | Clermont-en-Argonne       | CC Argonne-Meuse                      | 15,41            | 205 (2022)                        | 13                 | modifier les données · modifier les données |
| Récicourt                    | 55419      | 55120       | Verdun         | Clermont-en-Argonne       | CC Argonne-Meuse                      | 13,70            | 150 (2022)                        | 11                 | modifier les données · modifier les données |
| Récourt-le-Creux             | 55420      | 55220       | Verdun         | Dieue-sur-Meuse           | CC Val de Meuse - Voie Sacrée         | 14,43            | 68 (2022)                         | 4,7                | modifier les données · modifier les données |
| Reffroy                      | 55421      | 55190       | Commercy       | Vaucouleurs               | CC de Commercy - Void - Vaucouleurs   | 9,41             | 72 (2022)                         | 7,7                | modifier les données · modifier les données |
| Regnéville-sur-Meuse         | 55422      | 55110       | Verdun         | Clermont-en-Argonne       | CC Argonne-Meuse                      | 3,81             | 50 (2022)                         | 13                 | modifier les données · modifier les données |
| Rembercourt-Sommaisne        | 55423      | 55250       | Bar-le-Duc     | Revigny-sur-Ornain        | CC De l'Aire à l'Argonne              | 22,32            | 311 (2022)                        | 14                 | modifier les données · modifier les données |
| Remennecourt                 | 55424      | 55800       | Bar-le-Duc     | Revigny-sur-Ornain        | CC du Pays de Revigny-sur-Ornain      | 2,74             | 45 (2022)                         | 16                 | modifier les données · modifier les données |
| Remoiville                   | 55425      | 55600       | Verdun         | Montmédy                  | CC du Pays de Montmédy                | 9,70             | 130 (2022)                        | 13                 | modifier les données · modifier les données |
| Resson                       | 55426      | 55000       | Bar-le-Duc     | Bar-le-Duc-1              | CA Bar-le-Duc Sud Meuse               | 8,40             | 372 (2022)                        | 44                 | modifier les données · modifier les données |
| Revigny-sur-Ornain           | 55427      | 55800       | Bar-le-Duc     | Revigny-sur-Ornain        | CC du Pays de Revigny-sur-Ornain      | 19,32            | 2 600 (2022)                      | 135                | modifier les données · modifier les données |
| Réville-aux-Bois             | 55428      | 55150       | Verdun         | Montmédy                  | CC de Damvillers Spincourt            | 11,03            | 130 (2022)                        | 12                 | modifier les données · modifier les données |
| Riaville                     | 55429      | 55160       | Verdun         | Étain                     | CC du Territoire de Fresnes-en-Woëvre | 3,36             | 50 (2022)                         | 15                 | modifier les données · modifier les données |
| Ribeaucourt                  | 55430      | 55290       | Bar-le-Duc     | Ligny-en-Barrois          | CC des Portes de Meuse                | 12,54            | 71 (2022)                         | 5,7                | modifier les données · modifier les données |
| Richecourt                   | 55431      | 55300       | Commercy       | Saint-Mihiel              | CC Côtes de Meuse - Woëvre            | 6,23             | 56 (2022)                         | 9,0                | modifier les données · modifier les données |
| Rigny-la-Salle               | 55433      | 55140       | Commercy       | Vaucouleurs               | CC de Commercy - Void - Vaucouleurs   | 10,28            | 370 (2022)                        | 36                 | modifier les données · modifier les données |
| Rigny-Saint-Martin           | 55434      | 55140       | Commercy       | Vaucouleurs               | CC de Commercy - Void - Vaucouleurs   | 16,11            | 50 (2022)                         | 3,1                | modifier les données · modifier les données |
| Robert-Espagne               | 55435      | 55000       | Bar-le-Duc     | Revigny-sur-Ornain        | CA Bar-le-Duc Sud Meuse               | 7,33             | 758 (2022)                        | 103                | modifier les données · modifier les données |
| Les Roises                   | 55436      | 55130       | Commercy       | Ligny-en-Barrois          | CC des Portes de Meuse                | 3,92             | 27 (2022)                         | 6,9                | modifier les données · modifier les données |
| Romagne-sous-les-Côtes       | 55437      | 55150       | Verdun         | Montmédy                  | CC de Damvillers Spincourt            | 14,19            | 123 (2022)                        | 8,7                | modifier les données · modifier les données |
| Romagne-sous-Montfaucon      | 55438      | 55110       | Verdun         | Clermont-en-Argonne       | CC Argonne-Meuse                      | 15,70            | 175 (2022)                        | 11                 | modifier les données · modifier les données |
| Ronvaux                      | 55439      | 55160       | Verdun         | Étain                     | CC du Territoire de Fresnes-en-Woëvre | 2,63             | 105 (2022)                        | 40                 | modifier les données · modifier les données |
| Rouvres-en-Woëvre            | 55443      | 55400       | Verdun         | Bouligny                  | CC du Pays d'Étain                    | 16,74            | 589 (2022)                        | 35                 | modifier les données · modifier les données |
| Rouvrois-sur-Meuse           | 55444      | 55300       | Commercy       | Saint-Mihiel              | CC du Sammiellois                     | 6,13             | 195 (2022)                        | 32                 | modifier les données · modifier les données |
| Rouvrois-sur-Othain          | 55445      | 55230       | Verdun         | Bouligny                  | CC de Damvillers Spincourt            | 12,22            | 193 (2022)                        | 16                 | modifier les données · modifier les données |
| Rumont                       | 55446      | 55000       | Bar-le-Duc     | Bar-le-Duc-1              | CA Bar-le-Duc Sud Meuse               | 6,31             | 84 (2022)                         | 13                 | modifier les données · modifier les données |
| Rupt-aux-Nonains             | 55447      | 55170       | Bar-le-Duc     | Ancerville                | CC des Portes de Meuse                | 20,40            | 367 (2022)                        | 18                 | modifier les données · modifier les données |
| Rupt-devant-Saint-Mihiel     | 55448      | 55260       | Commercy       | Dieue-sur-Meuse           | CC De l'Aire à l'Argonne              | 6,32             | 40 (2022)                         | 6,3                | modifier les données · modifier les données |
| Rupt-en-Woëvre               | 55449      | 55320       | Verdun         | Dieue-sur-Meuse           | CC Val de Meuse - Voie Sacrée         | 17,05            | 282 (2022)                        | 17                 | modifier les données · modifier les données |
| Rupt-sur-Othain              | 55450      | 55150       | Verdun         | Montmédy                  | CC de Damvillers Spincourt            | 5,53             | 49 (2022)                         | 8,9                | modifier les données · modifier les données |
| Saint-Amand-sur-Ornain       | 55452      | 55500       | Bar-le-Duc     | Ligny-en-Barrois          | CA Bar-le-Duc Sud Meuse               | 6,06             | 60 (2022)                         | 9,9                | modifier les données · modifier les données |
| Saint-André-en-Barrois       | 55453      | 55220       | Verdun         | Dieue-sur-Meuse           | CC Val de Meuse - Voie Sacrée         | 9,33             | 61 (2022)                         | 6,5                | modifier les données · modifier les données |
| Saint-Aubin-sur-Aire         | 55454      | 55500       | Commercy       | Vaucouleurs               | CC de Commercy - Void - Vaucouleurs   | 14,17            | 177 (2022)                        | 12                 | modifier les données · modifier les données |
| Saint-Germain-sur-Meuse      | 55456      | 55140       | Commercy       | Vaucouleurs               | CC de Commercy - Void - Vaucouleurs   | 7,67             | 215 (2022)                        | 28                 | modifier les données · modifier les données |
| Saint-Hilaire-en-Woëvre      | 55457      | 55160       | Verdun         | Étain                     | CC du Territoire de Fresnes-en-Woëvre | 11,12            | 181 (2022)                        | 16                 | modifier les données · modifier les données |
| Saint-Jean-lès-Buzy          | 55458      | 55400       | Verdun         | Étain                     | CC du Pays d'Étain                    | 10,34            | 376 (2022)                        | 36                 | modifier les données · modifier les données |
| Saint-Joire                  | 55459      | 55130       | Commercy       | Ligny-en-Barrois          | CC des Portes de Meuse                | 18,32            | 232 (2022)                        | 13                 | modifier les données · modifier les données |
| Saint-Julien-sous-les-Côtes  | 55460      | 55200       | Commercy       | Commercy                  | CC Côtes de Meuse - Woëvre            | 4,95             | 139 (2022)                        | 28                 | modifier les données · modifier les données |
| Saint-Laurent-sur-Othain     | 55461      | 55150       | Verdun         | Bouligny                  | CC de Damvillers Spincourt            | 16,79            | 443 (2022)                        | 26                 | modifier les données · modifier les données |
| Saint-Maurice-sous-les-Côtes | 55462      | 55210       | Commercy       | Saint-Mihiel              | CC Côtes de Meuse - Woëvre            | 9,30             | 359 (2022)                        | 39                 | modifier les données · modifier les données |
| Saint-Mihiel                 | 55463      | 55300       | Commercy       | Saint-Mihiel              | CC du Sammiellois                     | 33,00            | 3 848 (2022)                      | 117                | modifier les données · modifier les données |
| Saint-Pierrevillers          | 55464      | 55230       | Verdun         | Bouligny                  | CC de Damvillers Spincourt            | 11,12            | 151 (2022)                        | 14                 | modifier les données · modifier les données |
| Saint-Remy-la-Calonne        | 55465      | 55160       | Verdun         | Étain                     | CC du Territoire de Fresnes-en-Woëvre | 8,04             | 99 (2022)                         | 12                 | modifier les données · modifier les données |
| Salmagne                     | 55466      | 55000       | Bar-le-Duc     | Vaucouleurs               | CA Bar-le-Duc Sud Meuse               | 16,73            | 284 (2022)                        | 17                 | modifier les données · modifier les données |
| Samogneux                    | 55468      | 55100       | Verdun         | Belleville-sur-Meuse      | CA du Grand Verdun                    | 6,16             | 99 (2022)                         | 16                 | modifier les données · modifier les données |
| Sampigny                     | 55467      | 55300       | Commercy       | Dieue-sur-Meuse           | CC du Sammiellois                     | 20,53            | 693 (2022)                        | 34                 | modifier les données · modifier les données |
| Sassey-sur-Meuse             | 55469      | 55110       | Verdun         | Stenay                    | CC du Pays de Stenay et du Val Dunois | 4,33             | 89 (2022)                         | 21                 | modifier les données · modifier les données |
| Saudrupt                     | 55470      | 55000       | Bar-le-Duc     | Ancerville                | CC des Portes de Meuse                | 7,78             | 191 (2022)                        | 25                 | modifier les données · modifier les données |
| Saulmory-Villefranche        | 55471      | 55110       | Verdun         | Stenay                    | CC du Pays de Stenay et du Val Dunois | 6,85             | 82 (2022)                         | 12                 | modifier les données · modifier les données |
| Saulvaux                     | 55472      | 55500       | Commercy       | Vaucouleurs               | CC de Commercy - Void - Vaucouleurs   | 22,42            | 113 (2022)                        | 5,0                | modifier les données · modifier les données |
| Saulx-lès-Champlon           | 55473      | 55160       | Verdun         | Étain                     | CC du Territoire de Fresnes-en-Woëvre | 7,81             | 113 (2022)                        | 14                 | modifier les données · modifier les données |
| Sauvigny                     | 55474      | 55140       | Commercy       | Vaucouleurs               | CC de Commercy - Void - Vaucouleurs   | 17,51            | 222 (2022)                        | 13                 | modifier les données · modifier les données |
| Sauvoy                       | 55475      | 55190       | Commercy       | Vaucouleurs               | CC de Commercy - Void - Vaucouleurs   | 7,82             | 70 (2022)                         | 9,0                | modifier les données · modifier les données |
| Savonnières-devant-Bar       | 55476      | 55000       | Bar-le-Duc     | Bar-le-Duc-1              | CA Bar-le-Duc Sud Meuse               | 5,16             | 451 (2022)                        | 87                 | modifier les données · modifier les données |
| Savonnières-en-Perthois      | 55477      | 55170       | Bar-le-Duc     | Ancerville                | CC des Portes de Meuse                | 10,07            | 400 (2022)                        | 40                 | modifier les données · modifier les données |
| Seigneulles                  | 55479      | 55000       | Bar-le-Duc     | Bar-le-Duc-1              | CC De l'Aire à l'Argonne              | 11,70            | 154 (2022)                        | 13                 | modifier les données · modifier les données |
| Senon                        | 55481      | 55230       | Verdun         | Bouligny                  | CC de Damvillers Spincourt            | 19,89            | 299 (2022)                        | 15                 | modifier les données · modifier les données |
| Senoncourt-les-Maujouy       | 55482      | 55220       | Verdun         | Dieue-sur-Meuse           | CC Val de Meuse - Voie Sacrée         | 14,94            | 100 (2022)                        | 6,7                | modifier les données · modifier les données |
| Septsarges                   | 55484      | 55270       | Verdun         | Clermont-en-Argonne       | CC Argonne-Meuse                      | 8,86             | 47 (2022)                         | 5,3                | modifier les données · modifier les données |
| Sepvigny                     | 55485      | 55140       | Commercy       | Vaucouleurs               | CC de Commercy - Void - Vaucouleurs   | 6,31             | 74 (2022)                         | 12                 | modifier les données · modifier les données |
| Seuil-d'Argonne              | 55517      | 55250       | Bar-le-Duc     | Dieue-sur-Meuse           | CC De l'Aire à l'Argonne              | 25,44            | 523 (2022)                        | 21                 | modifier les données · modifier les données |
| Seuzey                       | 55487      | 55300       | Commercy       | Saint-Mihiel              | CC du Sammiellois                     | 4,61             | 85 (2022)                         | 18                 | modifier les données · modifier les données |
| Silmont                      | 55488      | 55000       | Bar-le-Duc     | Ancerville                | CA Bar-le-Duc Sud Meuse               | 3,83             | 143 (2022)                        | 37                 | modifier les données · modifier les données |
| Sivry-la-Perche              | 55489      | 55100       | Verdun         | Verdun-1                  | CA du Grand Verdun                    | 12,17            | 279 (2022)                        | 23                 | modifier les données · modifier les données |
| Sivry-sur-Meuse              | 55490      | 55110       | Verdun         | Clermont-en-Argonne       | CC du Pays de Stenay et du Val Dunois | 22,24            | 337 (2022)                        | 15                 | modifier les données · modifier les données |
| Sommedieue                   | 55492      | 55320       | Verdun         | Dieue-sur-Meuse           | CC Val de Meuse - Voie Sacrée         | 33,63            | 959 (2022)                        | 29                 | modifier les données · modifier les données |
| Sommeilles                   | 55493      | 55800       | Bar-le-Duc     | Revigny-sur-Ornain        | CC du Pays de Revigny-sur-Ornain      | 18,81            | 181 (2022)                        | 9,6                | modifier les données · modifier les données |
| Sommelonne                   | 55494      | 55170       | Bar-le-Duc     | Ancerville                | CC des Portes de Meuse                | 10,22            | 401 (2022)                        | 39                 | modifier les données · modifier les données |
| Sorbey                       | 55495      | 55230       | Verdun         | Bouligny                  | CC de Damvillers Spincourt            | 12,42            | 233 (2022)                        | 19                 | modifier les données · modifier les données |
| Sorcy-Saint-Martin           | 55496      | 55190       | Commercy       | Vaucouleurs               | CC de Commercy - Void - Vaucouleurs   | 21,72            | 1 044 (2022)                      | 48                 | modifier les données · modifier les données |
| Les Souhesmes-Rampont        | 55497      | 55220       | Verdun         | Dieue-sur-Meuse           | CC Val de Meuse - Voie Sacrée         | 21,80            | 321 (2022)                        | 15                 | modifier les données · modifier les données |
| Souilly                      | 55498      | 55220       | Verdun         | Dieue-sur-Meuse           | CC Val de Meuse - Voie Sacrée         | 26,59            | 426 (2022)                        | 16                 | modifier les données · modifier les données |
| Spincourt                    | 55500      | 55230       | Verdun         | Bouligny                  | CC de Damvillers Spincourt            | 27,28            | 815 (2022)                        | 30                 | modifier les données · modifier les données |
| Stainville                   | 55501      | 55500       | Bar-le-Duc     | Ancerville                | CC des Portes de Meuse                | 20,87            | 375 (2022)                        | 18                 | modifier les données · modifier les données |
| Stenay                       | 55502      | 55700       | Verdun         | Stenay                    | CC du Pays de Stenay et du Val Dunois | 27,16            | 2 428 (2022)                      | 89                 | modifier les données · modifier les données |
| Taillancourt                 | 55503      | 55140       | Commercy       | Vaucouleurs               | CC de Commercy - Void - Vaucouleurs   | 11,09            | 123 (2022)                        | 11                 | modifier les données · modifier les données |
| Tannois                      | 55504      | 55000       | Bar-le-Duc     | Ancerville                | CA Bar-le-Duc Sud Meuse               | 13,34            | 389 (2022)                        | 29                 | modifier les données · modifier les données |
| Thierville-sur-Meuse         | 55505      | 55840       | Verdun         | Belleville-sur-Meuse      | CA du Grand Verdun                    | 12,09            | 3 168 (2022)                      | 262                | modifier les données · modifier les données |
| Thillombois                  | 55506      | 55260       | Commercy       | Dieue-sur-Meuse           | CC De l'Aire à l'Argonne              | 13,03            | 30 (2022)                         | 2,3                | modifier les données · modifier les données |
| Thillot                      | 55507      | 55210       | Verdun         | Étain                     | CC du Territoire de Fresnes-en-Woëvre | 3,65             | 206 (2022)                        | 56                 | modifier les données · modifier les données |
| Thonne-la-Long               | 55508      | 55600       | Verdun         | Montmédy                  | CC du Pays de Montmédy                | 9,50             | 357 (2022)                        | 38                 | modifier les données · modifier les données |
| Thonne-le-Thil               | 55509      | 55600       | Verdun         | Montmédy                  | CC du Pays de Montmédy                | 11,38            | 276 (2022)                        | 24                 | modifier les données · modifier les données |
| Thonne-les-Près              | 55510      | 55600       | Verdun         | Montmédy                  | CC du Pays de Montmédy                | 5,42             | 125 (2022)                        | 23                 | modifier les données · modifier les données |
| Thonnelle                    | 55511      | 55600       | Verdun         | Montmédy                  | CC du Pays de Montmédy                | 6,09             | 115 (2022)                        | 19                 | modifier les données · modifier les données |
| Tilly-sur-Meuse              | 55512      | 55220       | Verdun         | Dieue-sur-Meuse           | CC Val de Meuse - Voie Sacrée         | 13,69            | 277 (2022)                        | 20                 | modifier les données · modifier les données |
| Trémont-sur-Saulx            | 55514      | 55000       | Bar-le-Duc     | Bar-le-Duc-1              | CA Bar-le-Duc Sud Meuse               | 11,90            | 571 (2022)                        | 48                 | modifier les données · modifier les données |
| Trésauvaux                   | 55515      | 55160       | Verdun         | Étain                     | CC du Territoire de Fresnes-en-Woëvre | 3,95             | 70 (2022)                         | 18                 | modifier les données · modifier les données |
| Tréveray                     | 55516      | 55130       | Commercy       | Ligny-en-Barrois          | CC des Portes de Meuse                | 17,18            | 550 (2022)                        | 32                 | modifier les données · modifier les données |
| Les Trois-Domaines           | 55254      | 55220       | Bar-le-Duc     | Dieue-sur-Meuse           | CC De l'Aire à l'Argonne              | 16,49            | 121 (2022)                        | 7,3                | modifier les données · modifier les données |
| Tronville-en-Barrois         | 55519      | 55310       | Bar-le-Duc     | Ancerville                | CA Bar-le-Duc Sud Meuse               | 12,64            | 1 319 (2022)                      | 104                | modifier les données · modifier les données |
| Troussey                     | 55520      | 55190       | Commercy       | Vaucouleurs               | CC de Commercy - Void - Vaucouleurs   | 17,23            | 470 (2022)                        | 27                 | modifier les données · modifier les données |
| Troyon                       | 55521      | 55300       | Commercy       | Saint-Mihiel              | CC du Sammiellois                     | 13,07            | 231 (2022)                        | 18                 | modifier les données · modifier les données |
| Ugny-sur-Meuse               | 55522      | 55140       | Commercy       | Vaucouleurs               | CC de Commercy - Void - Vaucouleurs   | 4,29             | 106 (2022)                        | 25                 | modifier les données · modifier les données |
| Vacherauville                | 55523      | 55100       | Verdun         | Belleville-sur-Meuse      | CA du Grand Verdun                    | 7,29             | 191 (2022)                        | 26                 | modifier les données · modifier les données |
| Vadelaincourt                | 55525      | 55220       | Verdun         | Dieue-sur-Meuse           | CC Val de Meuse - Voie Sacrée         | 5,44             | 77 (2022)                         | 14                 | modifier les données · modifier les données |
| Vadonville                   | 55526      | 55200       | Commercy       | Commercy                  | CC de Commercy - Void - Vaucouleurs   | 5,21             | 251 (2022)                        | 48                 | modifier les données · modifier les données |
| Val-d'Ornain                 | 55366      | 55000       | Bar-le-Duc     | Revigny-sur-Ornain        | CA Bar-le-Duc Sud Meuse               | 24,16            | 971 (2022)                        | 40                 | modifier les données · modifier les données |
| Valbois                      | 55530      | 55300       | Commercy       | Saint-Mihiel              | CC Côtes de Meuse - Woëvre            | 17,09            | 95 (2022)                         | 5,6                | modifier les données · modifier les données |
| Varennes-en-Argonne          | 55527      | 55270       | Verdun         | Clermont-en-Argonne       | CC Argonne-Meuse                      | 11,81            | 629 (2022)                        | 53                 | modifier les données · modifier les données |
| Varnéville                   | 55528      | 55300       | Commercy       | Saint-Mihiel              | CC Côtes de Meuse - Woëvre            | 6,44             | 49 (2022)                         | 7,6                | modifier les données · modifier les données |
| Vassincourt                  | 55531      | 55800       | Bar-le-Duc     | Revigny-sur-Ornain        | CC du Pays de Revigny-sur-Ornain      | 7,94             | 276 (2022)                        | 35                 | modifier les données · modifier les données |
| Vaubecourt                   | 55532      | 55250       | Bar-le-Duc     | Revigny-sur-Ornain        | CC De l'Aire à l'Argonne              | 22,62            | 314 (2022)                        | 14                 | modifier les données · modifier les données |
| Vaucouleurs                  | 55533      | 55140       | Commercy       | Vaucouleurs               | CC de Commercy - Void - Vaucouleurs   | 39,35            | 1 916 (2022)                      | 49                 | modifier les données · modifier les données |
| Vaudeville-le-Haut           | 55534      | 55130       | Commercy       | Ligny-en-Barrois          | CC des Portes de Meuse                | 9,71             | 49 (2022)                         | 5,0                | modifier les données · modifier les données |
| Vaudoncourt                  | 55535      | 55230       | Verdun         | Bouligny                  | CC de Damvillers Spincourt            | 6,02             | 79 (2022)                         | 13                 | modifier les données · modifier les données |
| Vauquois                     | 55536      | 55270       | Verdun         | Clermont-en-Argonne       | CC Argonne-Meuse                      | 8,14             | 23 (2022)                         | 2,8                | modifier les données · modifier les données |
| Vaux-lès-Palameix            | 55540      | 55300       | Commercy       | Saint-Mihiel              | CC du Sammiellois                     | 10,52            | 59 (2022)                         | 5,6                | modifier les données · modifier les données |
| Vavincourt                   | 55541      | 55000       | Bar-le-Duc     | Bar-le-Duc-2              | CA Bar-le-Duc Sud Meuse               | 15,93            | 532 (2022)                        | 33                 | modifier les données · modifier les données |
| Velaines                     | 55543      | 55500       | Bar-le-Duc     | Ancerville                | CA Bar-le-Duc Sud Meuse               | 10,71            | 880 (2022)                        | 82                 | modifier les données · modifier les données |
| Velosnes                     | 55544      | 55600       | Verdun         | Montmédy                  | CC du Pays de Montmédy                | 4,37             | 139 (2022)                        | 32                 | modifier les données · modifier les données |
| Verdun                       | 55545      | 55100       | Verdun         | Verdun-1 Verdun-2         | CA du Grand Verdun                    | 31,03            | 16 610 (2022)                     | 535                | modifier les données · modifier les données |
| Verneuil-Grand               | 55546      | 55600       | Verdun         | Montmédy                  | CC du Pays de Montmédy                | 6,21             | 204 (2022)                        | 33                 | modifier les données · modifier les données |
| Verneuil-Petit               | 55547      | 55600       | Verdun         | Montmédy                  | CC du Pays de Montmédy                | 3,99             | 109 (2022)                        | 27                 | modifier les données · modifier les données |
| Véry                         | 55549      | 55270       | Verdun         | Clermont-en-Argonne       | CC Argonne-Meuse                      | 11,74            | 82 (2022)                         | 7,0                | modifier les données · modifier les données |
| Vigneul-sous-Montmédy        | 55552      | 55600       | Verdun         | Montmédy                  | CC du Pays de Montmédy                | 4,63             | 83 (2022)                         | 18                 | modifier les données · modifier les données |
| Vigneulles-lès-Hattonchâtel  | 55551      | 55210       | Commercy       | Saint-Mihiel              | CC Côtes de Meuse - Woëvre            | 62,59            | 1 581 (2022)                      | 25                 | modifier les données · modifier les données |
| Vignot                       | 55553      | 55200       | Commercy       | Commercy                  | CC de Commercy - Void - Vaucouleurs   | 16,02            | 1 277 (2022)                      | 80                 | modifier les données · modifier les données |
| Ville-devant-Belrain         | 55555      | 55260       | Commercy       | Dieue-sur-Meuse           | CC De l'Aire à l'Argonne              | 6,12             | 33 (2022)                         | 5,4                | modifier les données · modifier les données |
| Ville-devant-Chaumont        | 55556      | 55150       | Verdun         | Montmédy                  | CC de Damvillers Spincourt            | 4,21             | 49 (2022)                         | 12                 | modifier les données · modifier les données |
| Ville-en-Woëvre              | 55557      | 55160       | Verdun         | Étain                     | CC du Territoire de Fresnes-en-Woëvre | 14,18            | 130 (2022)                        | 9,2                | modifier les données · modifier les données |
| Ville-sur-Cousances          | 55567      | 55120       | Verdun         | Dieue-sur-Meuse           | CC Val de Meuse - Voie Sacrée         | 9,59             | 139 (2022)                        | 14                 | modifier les données · modifier les données |
| Ville-sur-Saulx              | 55568      | 55000       | Bar-le-Duc     | Ancerville                | CC des Portes de Meuse                | 4,07             | 278 (2022)                        | 68                 | modifier les données · modifier les données |
| Villécloye                   | 55554      | 55600       | Verdun         | Montmédy                  | CC du Pays de Montmédy                | 7,18             | 250 (2022)                        | 35                 | modifier les données · modifier les données |
| Villeroy-sur-Méholle         | 55559      | 55190       | Commercy       | Vaucouleurs               | CC de Commercy - Void - Vaucouleurs   | 6,47             | 56 (2022)                         | 8,7                | modifier les données · modifier les données |
| Villers-aux-Vents            | 55560      | 55800       | Bar-le-Duc     | Revigny-sur-Ornain        | CC du Pays de Revigny-sur-Ornain      | 6,14             | 127 (2022)                        | 21                 | modifier les données · modifier les données |
| Villers-devant-Dun           | 55561      | 55110       | Verdun         | Stenay                    | CC du Pays de Stenay et du Val Dunois | 7,97             | 51 (2022)                         | 6,4                | modifier les données · modifier les données |
| Villers-le-Sec               | 55562      | 55500       | Bar-le-Duc     | Ligny-en-Barrois          | CC des Portes de Meuse                | 6,99             | 127 (2022)                        | 18                 | modifier les données · modifier les données |
| Villers-lès-Mangiennes       | 55563      | 55150       | Verdun         | Bouligny                  | CC de Damvillers Spincourt            | 8,23             | 71 (2022)                         | 8,6                | modifier les données · modifier les données |
| Villers-sous-Pareid          | 55565      | 55160       | Verdun         | Étain                     | CC du Territoire de Fresnes-en-Woëvre | 6,12             | 74 (2022)                         | 12                 | modifier les données · modifier les données |
| Villers-sur-Meuse            | 55566      | 55220       | Verdun         | Dieue-sur-Meuse           | CC Val de Meuse - Voie Sacrée         | 7,30             | 284 (2022)                        | 39                 | modifier les données · modifier les données |
| Villotte-devant-Louppy       | 55569      | 55250       | Bar-le-Duc     | Revigny-sur-Ornain        | CC De l'Aire à l'Argonne              | 11,23            | 163 (2022)                        | 15                 | modifier les données · modifier les données |
| Villotte-sur-Aire            | 55570      | 55260       | Commercy       | Dieue-sur-Meuse           | CC De l'Aire à l'Argonne              | 13,96            | 212 (2022)                        | 15                 | modifier les données · modifier les données |
| Vilosnes-Haraumont           | 55571      | 55110       | Verdun         | Clermont-en-Argonne       | CC du Pays de Stenay et du Val Dunois | 15,41            | 254 (2022)                        | 16                 | modifier les données · modifier les données |
| Vittarville                  | 55572      | 55150       | Verdun         | Montmédy                  | CC de Damvillers Spincourt            | 8,15             | 91 (2022)                         | 11                 | modifier les données · modifier les données |
| Void-Vacon                   | 55573      | 55190       | Commercy       | Vaucouleurs               | CC de Commercy - Void - Vaucouleurs   | 35,58            | 1 606 (2022)                      | 45                 | modifier les données · modifier les données |
| Vouthon-Bas                  | 55574      | 55130       | Commercy       | Ligny-en-Barrois          | CC des Portes de Meuse                | 7,22             | 40 (2022)                         | 5,5                | modifier les données · modifier les données |
| Vouthon-Haut                 | 55575      | 55130       | Commercy       | Ligny-en-Barrois          | CC des Portes de Meuse                | 13,23            | 78 (2022)                         | 5,9                | modifier les données · modifier les données |
| Waly                         | 55577      | 55250       | Bar-le-Duc     | Dieue-sur-Meuse           | CC De l'Aire à l'Argonne              | 6,20             | 57 (2022)                         | 9,2                | modifier les données · modifier les données |
| Warcq                        | 55578      | 55400       | Verdun         | Étain                     | CC du Pays d'Étain                    | 4,99             | 182 (2022)                        | 36                 | modifier les données · modifier les données |
| Watronville                  | 55579      | 55160       | Verdun         | Étain                     | CC du Territoire de Fresnes-en-Woëvre | 6,39             | 102 (2022)                        | 16                 | modifier les données · modifier les données |
| Wavrille                     | 55580      | 55150       | Verdun         | Montmédy                  | CC de Damvillers Spincourt            | 5,31             | 48 (2022)                         | 9,0                | modifier les données · modifier les données |
| Willeroncourt                | 55581      | 55500       | Bar-le-Duc     | Vaucouleurs               | CC de Commercy - Void - Vaucouleurs   | 7,89             | 107 (2022)                        | 14                 | modifier les données · modifier les données |
| Wiseppe                      | 55582      | 55700       | Verdun         | Stenay                    | CC du Pays de Stenay et du Val Dunois | 5,69             | 92 (2022)                         | 16                 | modifier les données · modifier les données |
| Woël                         | 55583      | 55210       | Verdun         | Étain                     | CC du Territoire de Fresnes-en-Woëvre | 13,21            | 208 (2022)                        | 16                 | modifier les données · modifier les données |
| Woimbey                      | 55584      | 55300       | Commercy       | Dieue-sur-Meuse           | CC De l'Aire à l'Argonne              | 15,30            | 130 (2022)                        | 8,5                | modifier les données · modifier les données |
| Xivray-et-Marvoisin          | 55586      | 55300       | Commercy       | Saint-Mihiel              | CC Côtes de Meuse - Woëvre            | 14,45            | 116 (2022)                        | 8,0                | modifier les données · modifier les données |
| Meuse                        | 55         |             |                |                           |                                       | 6 211,00         | 180 745 (2022)                    | 29                 | modifier les données                        |